# Storia del Futbol Club Barcelona
Questa pagina tratta la storia del Futbol Club Barcelona, che inizia nel 1899 con la fondazione del club ad opera di Hans Gamper.

## Le origini (1899-1908)

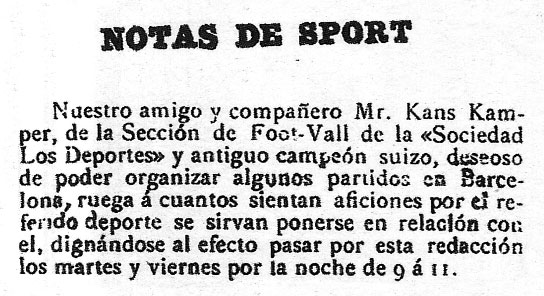
L'annuncio apparso su Los Deportes del 22 ottobre 1899: Il nostro amico e compagno Sig. Kans Kamper, della sezione Calcio della "Sociedad Los Deportes" e già campione svizzero, volendo organizzare alcune partite a Barcellona, chiede che chiunque ami questo sport lo contatti recandosi nel suo ufficio il martedì o il venerdì sera dalle 9 alle 11.

Il 22 ottobre 1899 Hans Gamper diffuse un annuncio pubblicitario sul giornale Los Deportes, dichiarando la sua volontà di formare un club calcistico. Il riscontro fu positivo, come dimostra un incontro al Gimnasio Sole il 29 novembre. Erano undici i giocatori presenti: Walter Wild, Lluís d'Ossó, Bartomeu Terradas, Otto Kunzle, Otto Maier, Enric Ducal, Pere Cabot, Carles Puyol, Josep Llobet, John Parsons e William Parsons. Sotto la presidenza di Walter Wild, eletto per ragioni di anzianità, era nato il Foot-Ball Club Barcelona, che alla fine del 1899 contava già 32 soci.
La leggenda vuole che Gamper abbia scelto il colore blaugrana (detto anche azulgrana) sul modello del Basilea, il suo club precedente. Tuttavia si dice che anche altre società svizzere per le quali giocò Gamper (nel suo cantone di origine, quello di Zurigo) e la Merchant Taylors' School di Crosby (in Inghilterra, precisamente nel Merseyside) abbiano funto da ispirazione per la scelta dei colori sociali. Inizialmente la società utilizzò lo stesso stemma della città di Barcellona, ma nel 1910 indisse una gara per designarne uno proprio. La vittoria andò ad un anonimo socio che presentò l'attuale modello. Il Futbol Club Barcelona giocò la sua prima partita l'8 dicembre 1899 nell'ex velodromo di la Bonanova, dove si trova l'odierno Turó Parc. L'avversaria era una squadra di inglesi residenti a Barcellona, che vinsero per 1-0. Il giorno seguente il giornale La Vanguardia pubblicò un'ampia cronaca dell'incontro.

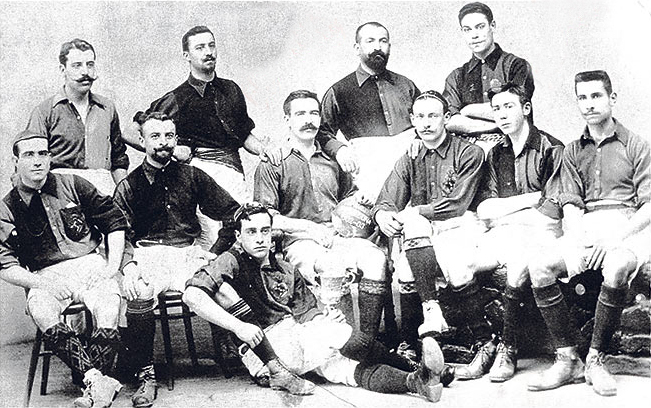
Una formazione del Barça del 1903

Il 18 novembre 1900 Bartomeu Terradas successe a Walter Wild alla presidenza, mentre alla fine dell'anno il club annoverava 51 soci e si avviava a distinguersi come uno dei club emergenti nel panorama calcistico spagnolo. Il 23 dicembre il club affrontò per la prima volta la Sociedad Española de Fútbol, che sarebbe poi diventata l'Espanyol. La partita terminò a reti bianche in un ambiente di assoluto cameratismo. Nelle file dei blaugrana non figuravano stranieri. Intanto Alfonso Macaya, presidente onorario dell'Hispania, offrì una coppa d'argento al vincitore di un torneo denominato I Copa Macaya, poi tramutatosi in Campionat de Catalunya. Il Barcellona si piazzò secondo, perdendo solo una gara. L'anno seguente (1902) gli azulgrana misero in bacheca il loro primo trofeo trionfando nella II Copa Macaya con otto vittorie su otto partite giocate, 60 gol fatti e solo 2 subiti. Sempre nella stagione 1901-1902, in occasione delle celebrazioni per l'incoronazione di Alfonso XIII, a Madrid fu organizzato un torneo detto I Campeonato de España, oggi Coppa del Re. Il club giunse in finale e fu sconfitto per 2-1 dal Club Vizcaya, l'attuale Athletic Club.
Il 5 settembre 1902 Paul Haas subentrò a Bartomeu Terradas. La stagione 1902-1903 fu caratterizzata dalla disputa della Copa Barcelona, preludio del campionato catalano. Il trofeo fu pagato dai soci del Barcellona (circa 250) con due pesetas e quaranta centesimi ciascuno e fu vinto dai blaugrana dopo due combattute sfide contro i rivali cittadini.
L'annata successiva vide il venticinquenne Gamper ritirarsi dal calcio giocato per dedicarsi a tempo pieno ai suoi compiti amministrativi, anche se sarebbe sceso in campo in alcune isolate occasioni. Il nuovo presidente era Arthur Witty. Intanto il Barcellona esordì in terra straniera con una vittoria: il 1º maggio 1904 a Tolosa, in Francia, lo Stade Olympique fu battuto per 3-2. Il 21 giugno 1905 il FC Barcelona si proclamò per la prima volta campione di Catalogna dopo la vittoria per 3-2 contro l'Espanyol, ma al successo fece seguito una stagione di crisi societaria e sportiva, come testimoniano gli ironici commenti della stampa basca dopo la goleada subita dal Barça a Bilbao dall'Athletic Club (10-1). In realtà si trattò di un periodo buio per il calcio catalano in generale, tanto che l'Espanyol sospese l'attività per tre anni.

## L'era Gamper (1908-1923)
Nel 1908 Hans Gamper diventò il presidente del club per la prima volta. Successivamente occupò l'incarico in cinque periodi diversi (1908-09, 1910-12, 1917-19, 1921-23 e 1924-25) e trascorse 25 anni al timone della società. Il principale successo come presidente fu il fatto di dotare il Barça di uno stadio proprio. Inaugurò anche una campagna di reclutamento di soci, che alla fine del 1922 avevano superato quota 10.000. Gamper acquistò anche giocatori leggendari come Paulino Alcántara, Ricardo Zamora e Josep Samitier, che aiutarono la squadra a dominare sia il Campionat de Catalunya vinto per 15 volte, sia la Coppa del Re dove arrivarono otto successi, e a vincere la prima Liga spagnola nel 1929.

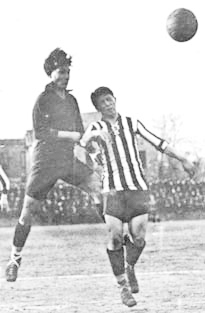
Un'azione di gioco del FC Barcelona durante una partita sul campo della calle Indústria

Fino al 1909 la squadra giocò in vari stadi, nessuno dei quali era di proprietà del club. Il 14 marzo 1909 aprì i battenti lo stadio Carrer Industria (6.000 posti a sedere). Nel 1922 la squadra si trasferì al Camp de Les Corts. All'inizio questo stadio aveva una capacità di 30.000 spettatori, che in seguito fu aumentata in modo impressionante fino ad arrivare a 60.000 posti. Fu nel corso di questi primi anni in questi stadi che i tifosi del Barça acquisirono il soprannome di culés (culi in catalano). Lungi dall'essere offensivo, il nomignolo si riferisce ai tifosi seduti sulle file più alte dello stadio, tifosi di cui i passanti al di fuori dello stadio potevano vedere soltanto le natiche. Da allora i sostenitori del Barça sono detti culés.
Nel 1916 il club venne coinvolto in uno dei primi scandali calcistici in terra iberica, il Caso Garchitorena. I catalani avevano ingaggiato tra le proprie file il filippino Juan de Garchitorena tesserandolo come cittadino spagnolo per aggirare il divieto di impiegare nel campionato catalano giocatori stranieri: il fatto venne poi scoperto e denunciato dalla dirigenza dell'Espanyol, cosa che causò la sconfitta a tavolino per i blaugrana in tutti e quattro gli incontri in cui venne schierato Garchitorena, oltre una squalifica sino al 1918 per il giocatore.

## La rivalità con il Real Madrid (1923-1939)
La rivalità tra Barcellona e Real Madrid è leggendaria, non solo perché si tratta dei due club più titolati del campionato spagnolo. Sin dall'inizio le società furono considerate rappresentanti delle due regioni rivali della Spagna, la Catalogna e la Castiglia, così come delle due stesse città. La contrapposizione raggiunse un livello maggiore durante la dittatura di Francisco Franco, il quale fu accusato di proteggere il Real Madrid.
I tifosi del Real Madrid sostengono che in realtà Franco proteggeva l'Atlético, squadra dei militari e del governo, che prima dell'insediamento al potere da parte del Caudillo militava in seconda divisione, mentre dopo il suo arrivo (come dimostrano alcuni scritti) Franco obbligò molti giocatori importanti del campionato spagnolo nell'età del servizio militare a trasferirsi all'Atlético che nel primo anno del franchismo conquistò il titolo nazionale. Un'altra argomentazione sostenuta dai Madridisti è il fatto che nel periodo del franchismo, dal 1939 al 1975, il Barcellona conquistò un maggior numero di titoli nazionali rispetto al Madrid (64 a 62).
Inoltre, nel 1940 Enric Pineyro, un collaboratore di Franco, divenne presidente del Barcellona. I fatti indicano che durante la guerra civile spagnola a soffrire il regime di Franco furono membri di entrambi i club. Il presidente del Real Madrid Rafael Sánchez Guerra, un eminente repubblicano, fu imprigionato e torturato. I sicari del dittatore arrestarono e assassinarono anche un vicepresidente e tesoriere del Real e un presidente ad interim scomparve. Inoltre, Santiago Bernabéu, nel periodo in cui era presidente, ebbe un conflitto con due franchisti dopo una partita del Real Madrid, fatto che lo pose in inimicizia con il governo di Franco.
La rivalità con il Barça si intensificò dopo la semifinale della Copa del Generalísimo del 1943 tra le due squadre. La partita di andata al Les Corts terminò con una vittoria del Barça per 3-0, ma il ritorno si concluse con un passivo di 11-1. Si è insinuato che sui giocatori blaugrana furono fatte pressioni affinché perdessero la partita e persino Pineyro si dimise per protesta.
La rivalità riaffiorò negli anni '50 con la questione riguardante l'acquisto di Alfredo Di Stéfano: i diritti sul giocatore erano divisi tra due squadre, il River Plate e i Millionarios. Il Barcellona raggiunse un accordo con i Millionarios ma non con il River Plate, mentre al Real Madrid avvenne l'esatto contrario. Nella controversia intervenne Franco, il quale, tramite un "decreto reale" appositamente emesso, stabilì che Di Stéfano avrebbe dovuto dividere la sua carriera tra le due squadre, giocando una stagione a Barcellona ed una a Madrid. Il Barcellona rifiutò tale soluzione in segno di protesta e il giocatore si accasò al Real Madrid, in cui sarebbe diventato uno dei calciatori più forti di ogni epoca.

## Club de Fútbol Barcelona (1939-1978)

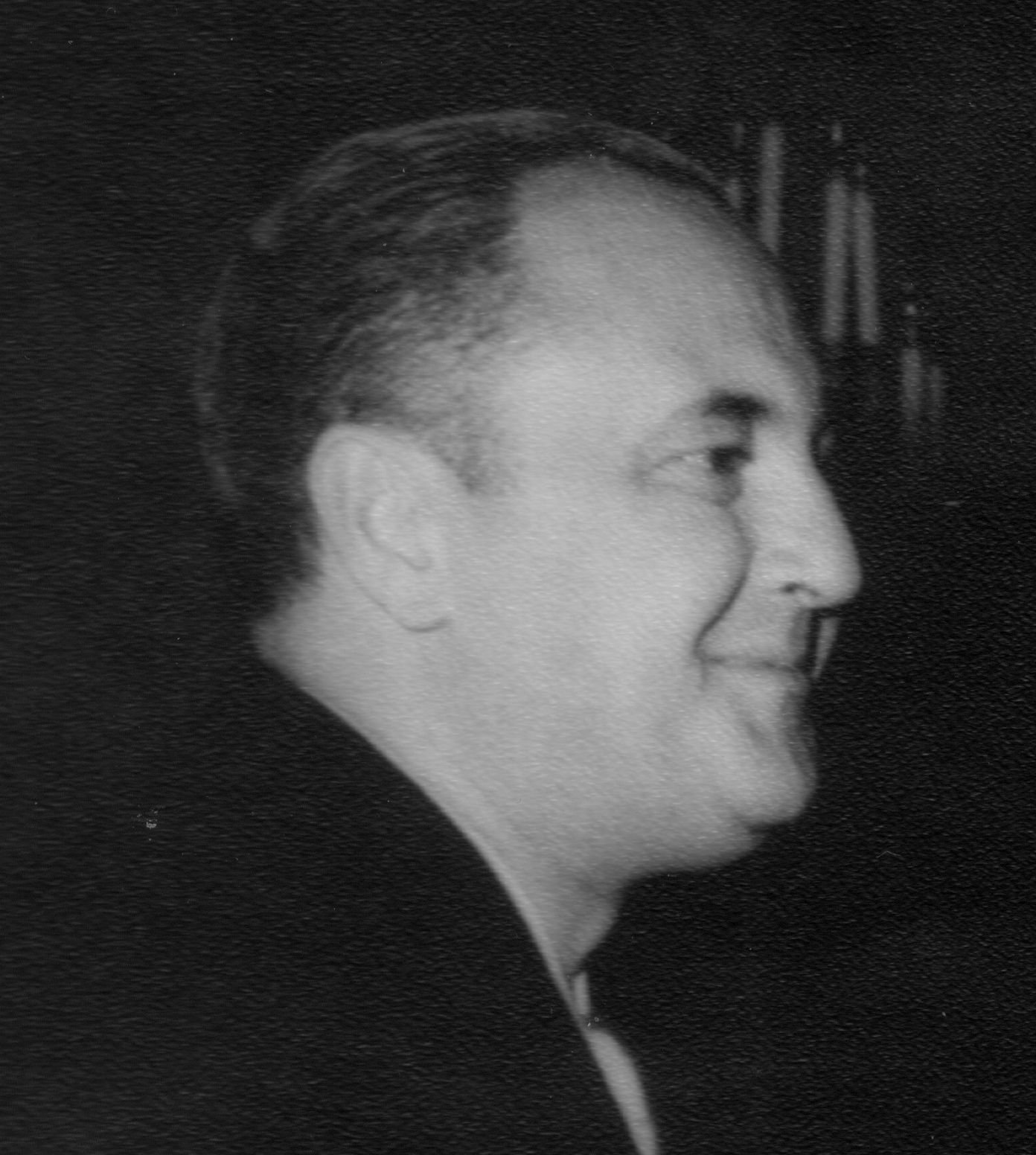
Francesc Miró-Sans

Dopo la guerra civile spagnola, la lingua e la bandiera catalana furono abolite e alle società di calcio fu proibito di usare nomi non spagnoli. Queste misure indussero il club a cambiare denominazione in Club de Fútbol Barcelona e a rimuovere due delle quattro barre rosse dello stemma. Malgrado le restrizioni imposte da Franco, il CF Barcelona godé di notevole successo a partire dalla seconda metà degli anni quaranta. Nel 1937-1938 vinse per la ventiduesima volta il Campionat de Catalunya, diventando la squadra più titolata della competizione.
Nel 1942 il club catalano, piazzandosi dodicesimo in massima divisione, rischiò seriamente la retrocessione in Segunda División, che riuscì ad evitare solo dopo aver battuto per 5-1 il Real Murcia (club terzo classificato nel gruppo promozione finale di Segunda División) nello spareggio promozione-retrocessione, rimanendo così in massima serie. Il 1945, con l'ingaggio di Josep Samitier come allenatore, vide la squadra blaugrana vincere la Liga per la prima volta dal 1929. Altri due titoli arrivarono nel 1948 e nel 1949. Nel 1949 la squadra vinse per la prima volta la Coppa Latina. Il 1951-1952 fu una delle annate più vittoriose della storia del Barcellona: la squadra, guidata dall'allenatore Ferdinand Daučík e dal talento di Kubala, considerato da molti il miglior calciatore del Barcellona di tutti i tempi, centrò il treble vincendo la Liga, la Coppa del Re e la Coppa Latina 1952, cui si aggiunsero i trofei Eva Duarte e Martini Rossi. Grazie a questa memorabile annata la squadra si guadagnò il soprannome di equipo de les 5 copes, "squadra delle 5 coppe".
Nel 1953 iniziò l'era di Francesc Miró-Sans, presidente fino al 1961. Nel 1953 arrivarono nuovi successi nella Primera División e nella Copa del Generalísimo. Nel 1955 avvenne il debutto in Coppa delle Fiere (all'esordio fu battuta una formazione di Copenaghen per 6-2); l'edizione inaugurale della competizione venne giocata sotto il nome di Barcelona XI, sodalizio rappresentante l'intera capitale catalana, sebbene composto quasi esclusivamente da calciatori blaugrana. I trionfi proseguirono con un'altra Copa del Generalísimo nel 1957 e con la prima edizione della Coppa delle Fiere, conclusasi nel 1958.

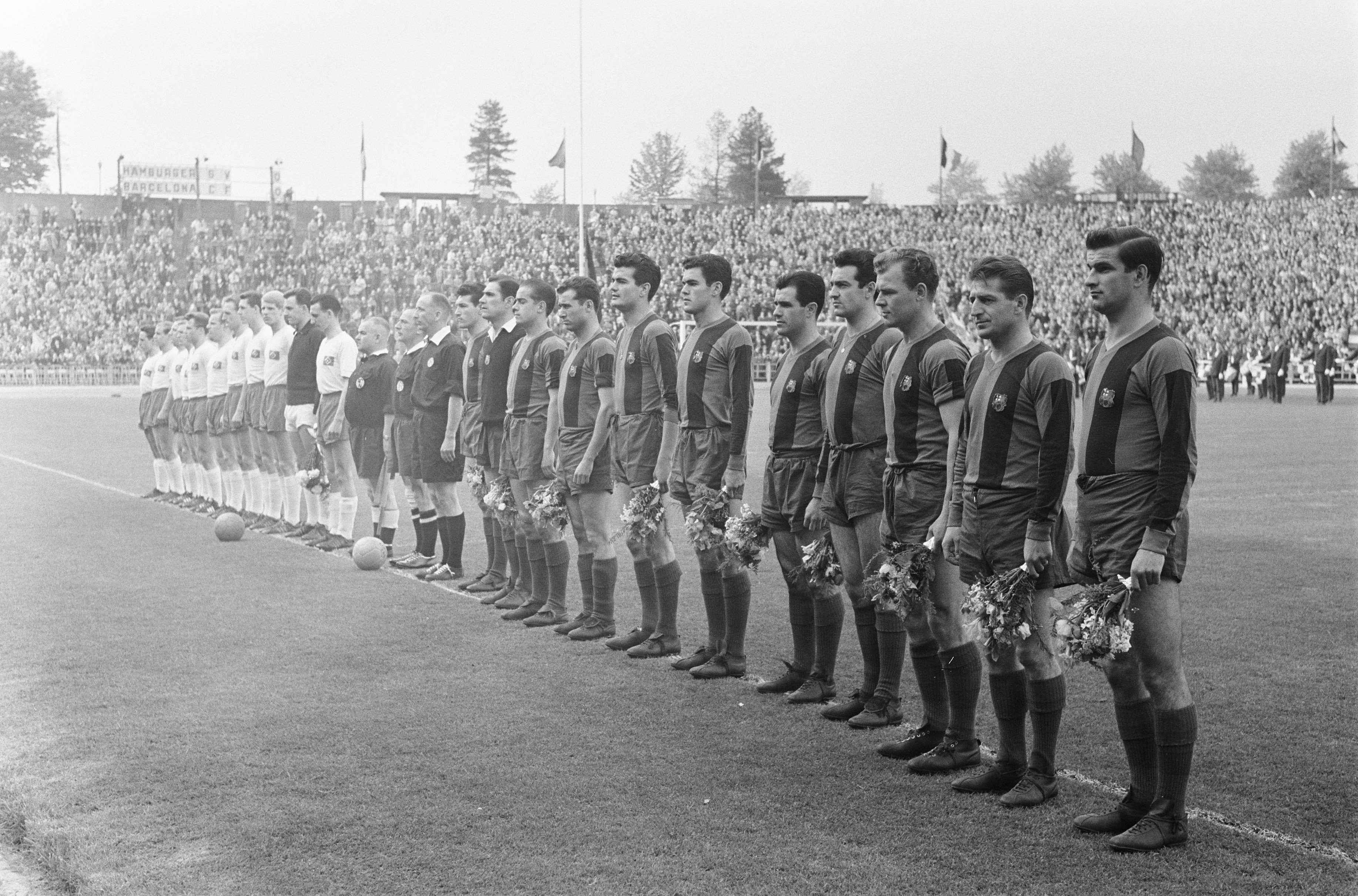
I giocatori blaugrana schierati in campo all'Heysel di Bruxelles il 3 maggio 1961, prima dello spareggio contro l'Amburgo valevole per la semifinale di Coppa dei Campioni.

Con Helenio Herrera alla guida tecnica e in squadra un giovane Luis Suárez, Pallone d'oro 1960, e due validi ungheresi consigliati da Kubala, Sándor Kocsis e Zoltán Czibor, la squadra centrò due accoppiate: quella nazionale nel 1959 e quella Liga-Coppa delle Fiere nel 1960. In quell'anno il Barcellona, con i soldi della cessione di Suárez, completò lo stadio Camp Nou.
Nell'edizione del 1961 della Coppa dei Campioni il Barça diventò la prima squadra capace di sconfiggere il Real Madrid in una partita della massima competizione europea, mettendo così fine al monopolio madridista in quel torneo; nell'occasione il Barcellona si prese la rivincita sulla sconfitta subita l'anno prima dai madridisti in semifinale. In quella edizione della Coppa dei Campioni i catalani arrivarono alla finale giocata al Wankdorfstadion di Berna, dove furono battuti dal Benfica per 3-2. L'anno successivo i catalani raggiunsero la loro quarta finale europea in cinque anni, nella Coppa delle Fiere 1961-1962, dove furono sonoramente sconfitti dal Valencia.
Gli anni sessanta furono meno ricchi di successi per la squadra, con il Real Madrid e l'Atlético Madrid che monopolizzarono la Liga. Il Barcellona perse anche Suárez e Herrera, che passarono all'Inter. Il completamento dei lavori di costruzione del Camp Nou, nel 1957, fu la principale causa della scarsa disponibilità di denaro da investire in nuovi giocatori. Il decennio, però, vide anche l'ascesa di Josep Fusté e Carles Rexach dalla cantera (il vivaio) della squadra e la vittoria della Copa del Generalísimo nel 1963 e della Coppa delle Fiere nel 1966 nella finale contro il Real Saragozza. Nel 1968 il club catalano recuperò un po' di orgoglio sconfiggendo il Real Madrid per 1-0 nella finale di Copa del Generalísimo al Bernabéu. Nel 1969, però, perse clamorosamente la sua prima finale di Coppa delle Coppe contro il modesto Slovan Bratislava per 3-2 a Basilea. Nel 1971 in panchina arrivò Rinus Michels. Fu il primo passo per portare in Catalogna Johan Cruijff, stella di prima grandezza del calcio europeo. Il 22 settembre 1971 il Barcellona, battendo per 2-1 al Camp Nou il Leeds United, si aggiudicò il Trofeo della Coppa delle Fiere e divenne la compagine più titolata nella storia della manifestazione, che venne sostituita dalla Coppa UEFA l'anno successivo.

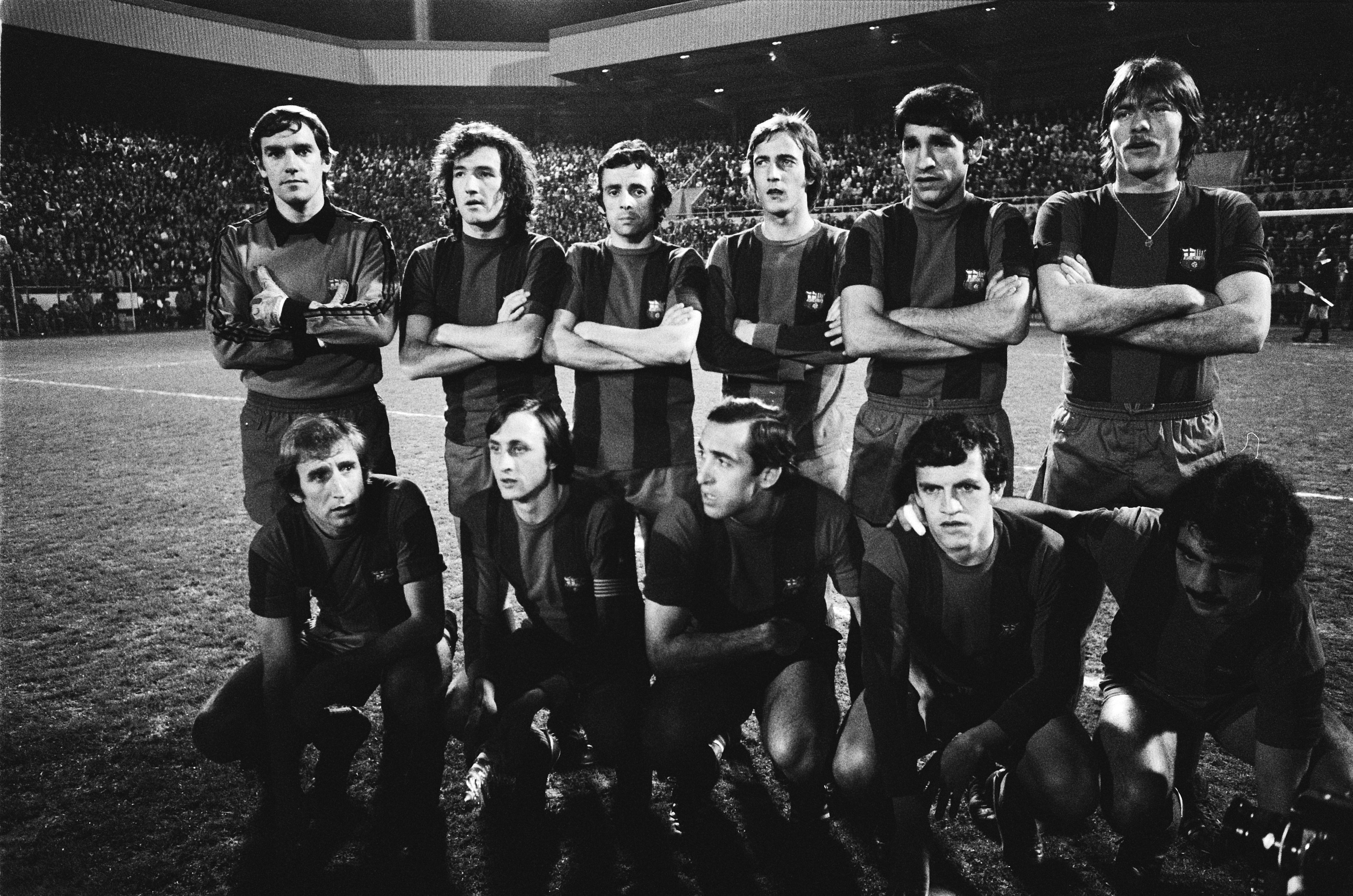
Il Barcellona che affrontò il in trasferta nella semifinale di andata della Coppa UEFA 1977-1978 (3-0 per gli olandesi)

Per la stagione 1973-1974 furono acquistati il talentuoso attaccante peruviano Hugo Sotil dall'Alianza Lima e l'olandese Johan Cruijff. Già affermatosi nell'Ajax, Cruijff si guadagnò subito le simpatie dei tifosi catalani quando dichiarò alla stampa europea di aver preferito il Barcellona al Real perché non avrebbe potuto giocare per un club associato a Franco. Si ingraziò ulteriormente i tifosi blaugrana scegliendo poi un nome catalano, Jordi, per il proprio figlio.
La squadra fu eliminata dalla Coppa UEFA al primo turno contro il Nizza. Il 18 dicembre 1973 Montal fu rieletto presidente con 920 voti contro i 340 del suo avversario, Lluís Casacuberta.
Nel 1974 la stella olandese aiutò la squadra a vincere la Liga per la prima volta dal 1959-1960, con otto punti di vantaggio sull'Atlético Madrid. Era Cruijff il leader naturale della squadra, a fianco di Juan Manuel Asensi, Carles Rexach e del suo compagno d'attacco Hugo Sotil. La stagione è ricordata anche per la clamorosa vittoria per 5-0 contro il Real Madrid al Bernabéu. I blancos si vendicarono sconfiggendo per 4-0 il Barça nella finale della Coppa del Re, in cui non potevano giocare stranieri.
Nel corso della sua militanza in squadra Cruijff fu insignito del Pallone d'oro per due volte consecutive. Fu in quel periodo che il Barcellona riuscì a mantenere inviolato il Camp Nou per ben 67 match di campionato, dal 4 marzo 1973 al 20 febbraio 1977.
Nel 1974 il Barcellona si rinforzò con un altro olandese promettente, Johan Neeskens, ma non riuscì a ripetere la vittoria in campionato dell'anno precedente, che rimase l'unica nell'arco del decennio. Nel 1974-1975 il club giunse in semifinale di Coppa dei Campioni, dove venne estromesso dal Leeds United.
Nel 1977-1978 il Barcellona si piazzò secondo nella Liga per il terzo anno consecutivo. In Coppa UEFA fu eliminato in semifinale dal PSV, ma vinse la Coppa del Re battendo in finale, il 19 aprile 1978 al Bernabéu di Madrid, il Las Palmas per 3-1. Per Cruijff fu l'ultimo titolo con la maglia blaugrana: alla fine della stagione lasciò il club.

## L'era Núñez (1978-2000)

### Gli anni della stabilità (1978-1988)
Pur non avendo alcun legame precedente con il club, il 6 maggio 1978 Josep Lluís Núñez fu eletto presidente. I suoi principali obbiettivi erano quello di porre il Barcellona nell'élite dei club sportivi mondiali e dare alla società stabilità finanziaria. Arrivarono al Barcellona giocatori di grande spessore come Simonsen, Krankl, Maradona e Schuster, e ritornò anche il mago Helenio Herrera, che guidò il Barça nel 1978-1979. La nuova strategia del club fu subito vincente, dato che nel 1978-1979 (con una vittoria 4-3 sul Fortuna Düsseldorf a Basilea) e nel 1981-1982 (con un 2-1 rifilato allo Standard Liegi al Camp Nou) la squadra vinse due delle quattro Coppe delle Coppe messe in bacheca nell'era Núñez. Nel 1980 venne ampliato il Camp Nou, che arrivò alla sua capienza massima di 120.000 spettatori.
Nel 1982 dal Boca Juniors fu acquistato per la cifra di un miliardo di pesetas Diego Armando Maradona. Il suo periodo al Barça, però, fu breve e privo di successi di rilievo: l'argentino vinse la Coppa del Re (finalista nell'edizione successiva) e la prima Coppa della Liga nel 1983, nella doppia finale contro il Real Madrid. Anche a causa di numerosi infortuni che ne condizionarono il rendimento, il fuoriclasse argentino si trasferì ben presto al Napoli. In campionato il Barça arrivò rispettivamente 4° e 3° (nel secondo caso dietro di un punto ad Athletic Bilbao e Real Madrid, con il primo vincitore grazie alla differenza reti).
Nel 1984-1985, con Terry Venables in panchina, arrivò lo scozzese Steve Archibald (anche se la dirigenza blaugrana preferiva il goleador dell'Atlético Madrid Hugo Sánchez) e il Barça vinse subito la Liga e nel 1985-1986 raggiunse la sua seconda finale di Coppa dei Campioni a Siviglia, dove fu sconfitta dalla Steaua Bucarest ai tiri di rigore. Nella stessa stagione vinse la sua seconda Coppa della Liga battendo nella doppia finale il Betis. Nella stagione successiva Venables ottenne carta bianca per rinforzare la squadra. Furono ingaggiati il portiere Andoni Zubizarreta e gli attaccanti britannici Mark Hughes e Gary Lineker, ma la stagione fu priva di successi.
Fu nella stagione 1987-1988 che si gettarono le basi per la rifondazione dell'organico della squadra, che fu affidata a Luis Aragonés. Il Barcellona, tuttavia, non andò oltre il sesto posto in campionato, peggiore piazzamento dal 1942, mentre in Coppa UEFA fu eliminato ai quarti di finale. L'unico alloro stagionale fu la Coppa del Re, vinta nella finale di Madrid contro la Real Sociedad, sconfitta per 1-0. Il 28 aprile 1988 un fatto eclatante noto come Ammutinamento di Hesperia minò la permanenza di Núñez alla guida del club. Un gruppo di giocatori del Barça convocò una conferenza stampa presso un hotel cittadino, l'Hesperia, chiedendo pubblicamente le dimissioni del presidente. Pochi giorni più tardi, a contesa non ancora sedata, fu nominato il nuovo allenatore. Era Johan Cruijff, grande stella blaugrana degli anni settanta.

### Il Dream Team (1988-1996)

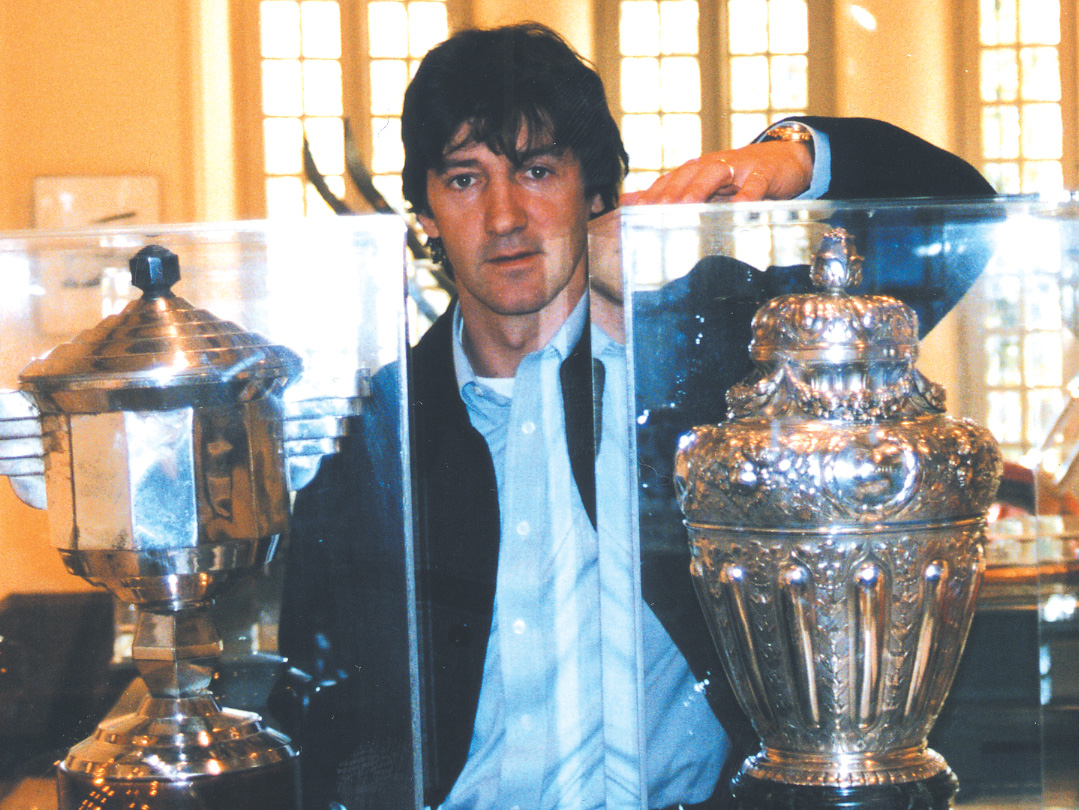
José Mari Bakero, pluridecorato capitano blaugrana degli anni novanta

Nell'estate del 1988 Cruijff iniziò ad allestire il Dream Team, la Squadra dei Sogni che derivava il nome dalla squadra di pallacanestro statunitense che giocò alle Olimpiadi di Barcellona del 1992. Solo nove giocatori della stagione precedente rimasero nella rosa, mentre furono investiti ben 2.110 milioni di pesetas nell'acquisto di 12 nuovi atleti: Soler (400 milioni), Bakero (300), Begiristain (300), Valverde (200), Serna (170), Unzué (150), Eusebio (150), Salinas (150), Aloísio (125), Manolo (125) e López Rekarte (a costo zero). Nel mese di aprile 1989 sarà ingaggiato il paraguaiano Romerito (40 milioni), mentre al gruppo si aggiunse presto Amor, proveniente dal settore giovanile. Spicca un dato singolare: ben sette nuovi acquisti erano giocatori baschi.
Negli otto anni alla guida della squadra Cruijff fondò l'ossatura della formazione su giocatori come Guardiola, Bakero, Begiristain, Amor, Goikoetxea, Koeman, Laudrup e Stoičkov. Nella stagione 1988-1989 si riaccese la passione dei tifosi, che fecero registrare un incremento di quasi mezzo milione di spettatori al Camp Nou. Sul campo la squadra battagliò per la conquista della Liga, che finì, però, nelle mani del Real Madrid. In Coppa del Re i blaugrana furono eliminati ai quarti di finale dall'Atlético Madrid, vittorioso per 4-0 allo Stadio Vicente Calderón, ma si aggiudicarono la Coppa delle Coppe, la terza nella storia del club, superando in finale la Sampdoria per 2-0 a Berna. Il 1º aprile 1989 Núñez fu riconfermato presidente con 25.441 consensi, contro i 17.609 dell'antagonista Sixte Cambra.

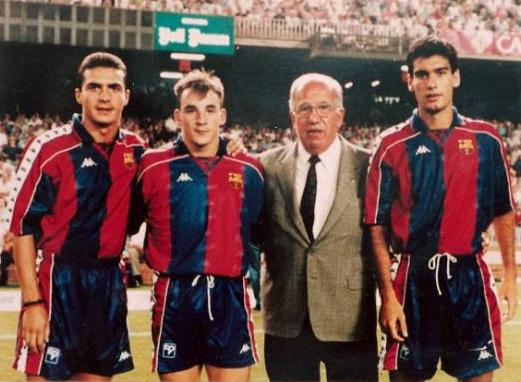
Guillermo Amor, Albert Ferrer, Josep Mussons e Josep Guardiola

Nel 1989-1990 furono acquistati il possente difensore olandese Ronald Koeman, prelevato dal PSV, e il talentuoso attaccante danese Michael Laudrup, strappato alla Juventus. Gli uomini di Cruijff partirono male nella Liga, totalizzando tre sconfitte nelle prime tre partite prima di compiere un prodigioso recupero di posizioni in classifica. Alla fine il titolo nazionale andò al Real Madrid, che distanziò i rivali catalani di 11 punti. La rivincita del Barcellona giunse allo Stadio Mestalla di Valencia nella finale della Coppa del Re, dove gli azulgrana ebbero la meglio sui blancos per 2-0 con reti di Amor e Salinas. La campagna europea fu decisamente meno brillante della stagione precedente, vista l'eliminazione agli ottavi di finale della Coppa delle Coppe per mano dell'Anderlecht e della sconfitta nella Supercoppa europea nella doppia finale contro il Milan di Sacchi.
I barcellonesi si laurearono campioni di Spagna nel 1990-1991, sei anni dopo l'ultimo successo. Quel titolo segnò la fine della supremazia del Real Madrid, cinque volte consecutive campione di Spagna, e l'inizio dell'egemonia blaugrana. Rinforzata dagli arrivi del ventiquattrenne fuoriclasse bulgaro Hristo Stoičkov, Ferrer (rientrato dal prestito al Tenerife), Nando e Jon Andoni Goikoetxea, la squadra di Cruijff impose un rigido dominio sulla Liga, anche se dovette rinunciare a Koeman per via di un grave infortunio e a Stoičkov per due mesi a causa di una squalifica rimediata in Supercoppa di Spagna e poi prolungata al campionato. Tuttavia, grazie ad un finale in crescendo, vinse il campionato con 10 punti di vantaggio sull'Atlético Madrid, esibendosi anche in qualche goleada, come quella ai danni dell'Athletic Club, battuto per 6-0 con una quaterna di Stoičkov. Quell'anno la squadra raggiunse anche la finale di Coppa delle Coppe a Rotterdam. Nonostante godesse dei favori del pronostico, il Dream Team fu sconfitto dal Manchester Utd per 2-1.
Londra, Wembley, 20 maggio 1992
 Barcellona -  Sampdoria 1-0 dts
Marcatore:  112’ Koeman
BARCELLONA: Zubizarreta; Eusebio, Ferrer, Koeman, Nando; Juan Carlos, Bakero,  113’ Guardiola ( 113’ Alexanko), Laudrup,  64’ Salinas ( 64’ Goikoetxea), Stoičkov. Allenatore: Cruijff.
SAMPDORIA: Pagliuca; Mannini, Lanna, Vierchowod, Katanec; Lombardo, Pari, Cerezo,  72’ Bonetti ( 72’ Invernizzi);  100’ Vialli ( 100’ Buso), Mancini. Allenatore: Boškov.
Arbitro: Schmidhuber (Germania)
Ammoniti:  Bakero,  Mannini,  Vierchowod,  Mancini
Spettatori: 70.827
Come avvenuto nel 1990, neanche la Liga 1991-1992 iniziò sotto i migliori auspici per il Barcellona, che raccolse appena quattro punti nelle prime cinque giornate al contrario del Real Madrid, capolista con cinque vittorie su cinque. Oltre ai nuovi Nadal, Witschge e Juan Carlos, compariva nell'organico blaugrana il giovane Pep Guardiola, promettente centrocampista proveniente dalla cantera del club e autentica rivelazione della stagione. Il Barcellona, che in estate aveva vinto la Supercoppa di Spagna sconfiggendo l'Atlético Madrid tra andata e ritorno (1-0 e 1-1), fu eliminato ai rigori dal Valencia negli ottavi di finale della coppa nazionale, ma riuscì a confermarsi campione di Spagna approfittando della caduta del Real a Tenerife (3-2 contro la squadra locale) all'ultima giornata. Fu, tuttavia, in Europa che il Barça trovò le maggiori gratificazioni. Superate non senza patemi le eliminatorie in virtù di un gol in extremis di Bakero sul campo del Kaiserslautern, il 20 maggio 1992, nella finale della Coppa dei Campioni, a Wembley, gli azulgrana si trovarono opposti alla sorprendente Sampdoria, la quale tre anni prima era già stata battuta dal Barcellona in finale di Coppa delle Coppe. La compagine ligure mise in seria difficoltà i blaugrana e creò molte occasioni da gol che non riuscì a capitalizzare. I genovesi pagarono molto cara la poca concretezza sotto porta e furono puniti da un calcio di punizione trasformato in rete da Koeman al settimo minuto del secondo tempo supplementare: con grande cinismo il Barcellona divenne campione d'Europa per la prima volta nella propria storia.
Dopo un appassionante testa a testa con Real Madrid e Deportivo la Coruña, il Barça vinse per la terza volta consecutiva la Liga nella stagione 1992-1993. Curiosamente fu una nuova sconfitta dei madrileni a Tenerife nell'ultimo turno (2-0) a consegnare il titolo ai catalani. Gli altri trofei vinti in stagione furono la Supercoppa di Spagna (battuto ancora una volta l'Atlético Madrid) e, prima volta nella storia del club, la Supercoppa europea (l'avversario nella doppia partita era il Werder Brema). Tuttavia, il Barça, campione continentale uscente, si fece eliminare agli ottavi di finale della Champions League dal CSKA Mosca e nel dicembre 1992 perse anche la Coppa Intercontinentale contro il San Paolo. In Coppa del Re fu estromesso dal Real Madrid in semifinale.

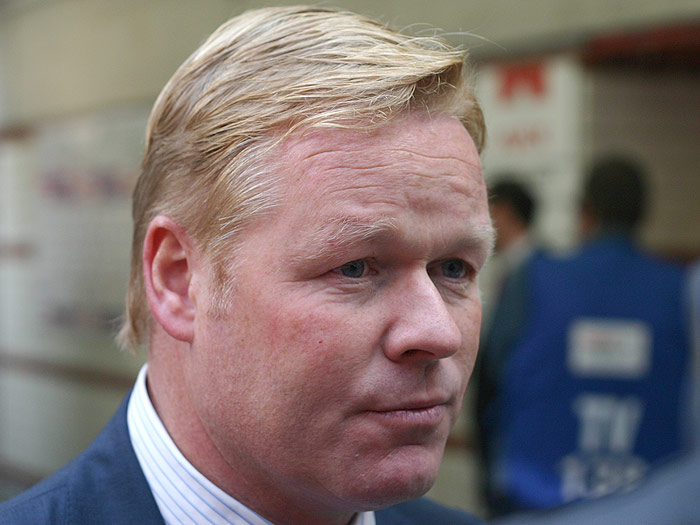
Ronald Koeman, pilastro della difesa del Barcellona dei primi anni novanta, decise con un suo gol la finale della Coppa dei Campioni 1991-1992

Per l'annata 1993-1994 la dirigenza acquistò il fuoriclasse brasiliano Romário dal PSV. Il Barcellona poteva vantare un impianto di gioco ormai collaudato e una rosa ricca di stelle di prima grandezza, ma il rendimento nella Liga procedette con troppi alti e bassi, le cui conseguenze furono scongiurate grazie ad un'impressionante serie di vittorie negli ultimi turni. Il quarto titolo nazionale consecutivo fu messo in bacheca all'ultima giornata, quando il Deportivo la Coruña fallì un rigore con Djukic contro il Valencia. Se realizzato, il calcio di rigore avrebbe consentito ai galiziani di proclamarsi campioni di Spagna per la prima volta, ma, avendo le due formazioni concluso la stagione a pari punti, furono i blaugrana ad aggiudicarsi la Liga per via dei migliori risultati negli scontri diretti. Per il Barça si trattò del quattordicesimo titolo nazionale della sua storia. Romário si elevò a Pichichi con 30 gol in 34 partite e mise anche la sua firma con una doppietta nella vittoria per 5-0 contro il Real Madrid al Camp Nou l'8 gennaio 1994. Era un Barcellona assoluto dominatore in patria, che sembrava poter affermare la propria egemonia anche in Europa. I catalani raggiunsero senza troppa fatica la finale di Champions League, dopo aver travolto al Camp Nou il Porto per 3-0 in semifinale, con una doppietta di Stoičkov nel primo tempo e il gol di Koeman nella ripresa. Ai catalani si presentava dunque l'ultimo ostacolo: il Milan, guidato in panchina da Fabio Capello, dominatore assoluto in Italia, con lo scudetto cucito sulla maglia per il terzo anno consecutivo, ma sulla carta indebolito da pesanti assenze (la coppia difensiva titolare Baresi-Costacurta era fuori per squalifica, oltre ai lungodegenti Papin, Lentini e Van Basten). Proprio tali forfeit facevano pensare ai più che il Barça fosse il favorito per la vittoria. Nell'ambiente catalano filtrava, pertanto, grande ottimismo. Il giorno prima della finale Crujiff dichiarò che non ci sarebbe stata storia e che il dream team avrebbe surclassato i rossoneri, pur finalisti dell'edizione precedente della Champions League. L'allenatore olandese e gli stessi calciatori blaugrana si fecero fotografare con la coppa ancor prima di scendere in campo. Effettivamente la finale non ebbe storia. Il campo, però, decretò che a subire una pesante sconfitta fosse proprio il Barcellona, che, malgrado le importanti assenze nelle file dei rossoneri, fu clamorosamente sconfitto per 4-0. In quel match il portiere del Milan Sebastiano Rossi fu praticamente spettatore in campo. Si tratta tuttora della sconfitta con maggiore scarto in una finale di un trofeo internazionale nella storia del club catalano, nonché del punteggio con maggiore scarto in una finale di UEFA Champions League.
La disfatta di Atene portò con sé notevoli conseguenze per il 1994-1995: Cruijff decise di fare a meno di alcune delle colonne del Dream Team come Zubizarreta, Laudrup, Goikoetxea e Salinas. Al loro posto furono ingaggiati Hagi, Eskurza e Busquets. Uno dei pochi acquisti a ben figurare nel prosieguo della stagione fu, però, il difensore Abelardo. Romário, rientrato con diciotto giorni di ritardo dal vittorioso mondiale vinto con la nazionale brasiliana, fu multato di 10 milioni di pesetas su precisa richiesta di Cruijff e nella prima parte di campionato perse la consueta vena realizzativa, ma alla fine dell'anno si aggiudicò il prestigioso FIFA World Player. Alla fine della stagione il Barcellona si ritrovò quarto nella Liga a nove punti dal Real Madrid, che al Bernabéu, il 7 gennaio 1995, si vendicò dello 0-5 subito l'anno prima al Camp Nou con lo stesso punteggio. Tre giorni dopo la disfatta, Romário, il cui rapporto con allenatore e dirigenza era ormai logoro, fu ceduto al Flamengo per 7 milioni di dollari. La qualificazione alla Coppa UEFA fu ottenuta solo all'ultima giornata della Liga, mentre in Coppa del Re gli azulgrana non andarono oltre gli ottavi di finale, eliminati dall'Atlético Madrid. L'avventura in Champions League si concluse ai quarti contro il Paris Saint-Germain, mentre la Supercoppa di Lega vinta all'inizio della stagione contro il Real Saragozza (vittoria per 0-2 in trasferta e sconfitta per 4-5 in casa) rappresentò una magra consolazione per le amarezze dell'annata.
La stagione 1994-1995 si era conclusa con la perdita di altri elementi di spicco del Dream Team quali Koeman, Romário, Begiristain, Eusebio e Stoičkov, votato Pallone d'oro 1994 e in partenza verso il Parma per via di dissapori con l'allenatore. La dirigenza volle investire sul calciomercato alla ricerca di giovani validi che potessero aprire un nuovo ciclo vincente e così arrivarono Prosinečki, Kodro, Popescu e Figo. Della nuova politica di Cruijff, incentrata sui giovani, faceva parte anche la decisione di concedere spazio a elementi della cantera come de la Peña e Celades, oltre che al figlio Jordi, il quale aveva già esordito in prima squadra nella stagione precedente. In realtà, secondo alcuni, la campagna di rafforzamento voluta da Cruijff prevedeva una serie di richieste di nuovi acquisti che non furono accontentate dal presidente Núñez: José Francisco Molina in porta, Aaron Winter, Rui Costa, Zinédine Zidane, Ryan Giggs e Gabriel Omar Batistuta dal centrocampo in avanti. Il tecnico olandese ripiegò quindi sugli acquisti summenzionati e si affidò a elementi provenienti dal settore giovanile (Iván De la Peña, Albert Celades, Toni Velazamazán, i fratelli Óscar e Roger García, Óscar Arpón e Jordi Cruijff, suo figlio). Per la prima volta dal 1988, però, il Barcellona concluse la stagione senza trofei. Nella Liga 1995-1996 si piazzò terzo, in Coppa del Re fu finalista perdente contro l'Atlético Madrid e in Coppa UEFA si arrese al Bayern Monaco in semifinale. Dopo il 2-2 ottenuto in Baviera, ai catalani sarebbe bastato un pareggio per 0-0 o per 1-1, ma i blaugrana furono sconfitti per 1-2 al Camp Nou. Il 9 marzo 1996 Guillermo Amor segnò allo Stadio Mestalla contro il Valencia il gol numero 4000 della storia del club catalano. I contrasti tra Cruijff e la presidenza esplosero il 18 maggio 1996: Núñez annunciò l'esonero del tecnico a due giornate dalla fine della Liga, suscitando grandi proteste dei tifosi nell'ultima partita di campionato giocata al Camp Nou. A Cruijff subentrò Carles Rexach in attesa che il club ufficializzasse il nome del nuovo allenatore per la stagione seguente.
Cruijff restò sulla panchina del Barcellona per otto anni, dal 1988 al 1996. In totale il Dream Team vinse la Liga per quattro volte tra il 1991 e il 1994 e sconfisse la Sampdoria sia nella finale della Coppa delle Coppe 1988-1989 che nella finale della Coppa dei Campioni 1991-1992. I trionfi dell'era Cruijff comprendono anche una Coppa del Re nel 1990, la Supercoppa europea nel 1992 e tre Supercoppe di Spagna. Nonostante gli ultimi due anni privi di successi, con 11 trofei Cruijff è tra gli allenatori più vincenti nella storia del club, secondo solo a Pep Guardiola. È anche l'allenatore del Barça che è stato in carica più a lungo.

### Verso il centenario (1996-2000)

Ronaldo in azione con la seconda maglia del Barça durante la semifinale di ritorno della vittoriosa Coppa delle Coppe 1996-1997 contro la

L'olandese fu temporaneamente sostituito da Bobby Robson, che guidò la squadra per una sola stagione, nel 1996-1997. Nello staff di Robson c'era anche José Mourinho, che rivestiva i ruoli di assistente tecnico e traduttore. L'allenatore inglese volle in squadra il ventenne brasiliano Ronaldo, che aveva già allenato e apprezzato al PSV. Per strapparlo al club olandese la dirigenza blaugrana sborsò la considerevole cifra di 20 milioni di dollari. Oltre al brasiliano la campagna di rafforzamento dei blaugrana previde gli acquisti di Luis Enrique, Pizzi, Pichichi del campionato precedente, Vítor Baía, Fernando Couto, Giovanni Silva de Oliveira e Laurent Blanc. Anche grazie all'annata molto positiva del Fenomeno, laureatosi Pichichi della Liga con 34 gol segnati e nominato FIFA World Player 1997, il Barça si piazzò secondo a due punti dal Real Madrid di Fabio Capello e riuscì a conquistare un double di coppe: la Coppa delle Coppe, vinta al de Kuip di Rotterdam contro il Paris Saint-Germain (1-0 con gol di Ronaldo su calcio di rigore), e, per la ventitreesima volta, Coppa del Re, vinta in finale al Bernabéu di Madrid contro il Betis (3-2 dopo i tempi supplementari). Degna di nota fu la rimonta che il Barcellona compì al Camp Nou ai danni dell'Atlético Madrid nel ritorno dei quarti di finale della Coppa del Re dopo il 2-2 dell'andata: in svantaggio di 3 gol a zero dopo il primo tempo, ribaltò le sorti dell’incontro grazie a un secondo tempo memorabile culminato nel 5-4 definitivo. La stagione segnò anche l'addio dello storico capitano José Mari Bakero, congedatosi dal Camp Nou (per accasarsi ai messicani del Veracruz) nel novembre 1996 dopo la partita vinta largamente in casa contro il Real Valladolid (6-1), in cui segnò anche un gol.

Malgrado i successi, Robson era visto soltanto come una soluzione temporanea in attesa dell'ingaggio di Louis van Gaal, che assunse l'incarico di allenatore nell'estate del 1997. Tuttavia, l'addio più doloroso fu quello della giovane stella brasiliana Ronaldo la cui permanenza in Catalogna, come quelle di Maradona e Romario, fu di breve durata. Il fenomenale centravanti fu acquistato dall'Inter per 4 miliardi di pesetas, circa 50 miliardi di lire. La dirigenza blaugrana seppe comunque compensare ampiamente il doloroso addio, grazie all'affermazione di nuovi fuoriclasse quali Luís Figo, Luis Enrique, acquistato l'anno prima, e Rivaldo, talento proveniente dal Deportivo La Coruña. Tra i volti nuovi c'erano anche Sonny Anderson, Ruud Hesp e Michael Reiziger. Nel 1997-1998 la squadra portò a casa ben quattro trofei: campionato (aggiudicandosi il titolo con quattro giornate di anticipo rispetto alla fine del campionato), Coppa del Re e Supercoppa di Spagna (battuto l'Atlético Madrid nella doppia finale), a cui si aggiunse poco dopo la Supercoppa europea, vinta contro il Borussia Dortmund. Memorabile fu la partita di Coppa del Re contro l'Atlético Madrid, sconfitto per 5-4 dai catalani dopo uno svantaggio di 3-0 al termine del primo tempo. In UEFA Champions League il ruolino di marcia fu a dir poco disastroso: i barcellonesi, dopo aver totalizzato solo 5 punti, ottenendo una sola vittoria, due pareggi e rimediando tre sconfitte, terminarono all'ultimo posto nella fase a gironi. A fare notizia furono le pesanti sconfitte contro la sorprendente Dinamo Kiev, guidata in panchina dal decano Lobanovs'kyj e trascinata dalle prodezze del giovane talento ventunenne, Andrij Ševčenko: 1-3 in trasferta e, soprattutto, lo 0-4 rimediato al Camp Nou, il 5 novembre 1997. Nel match del Camp Nou, Ševčenko fu l'assoluto protagonista, grazie alla sua tripletta che fece sensazione e che lo fece assurgere a notorietà.

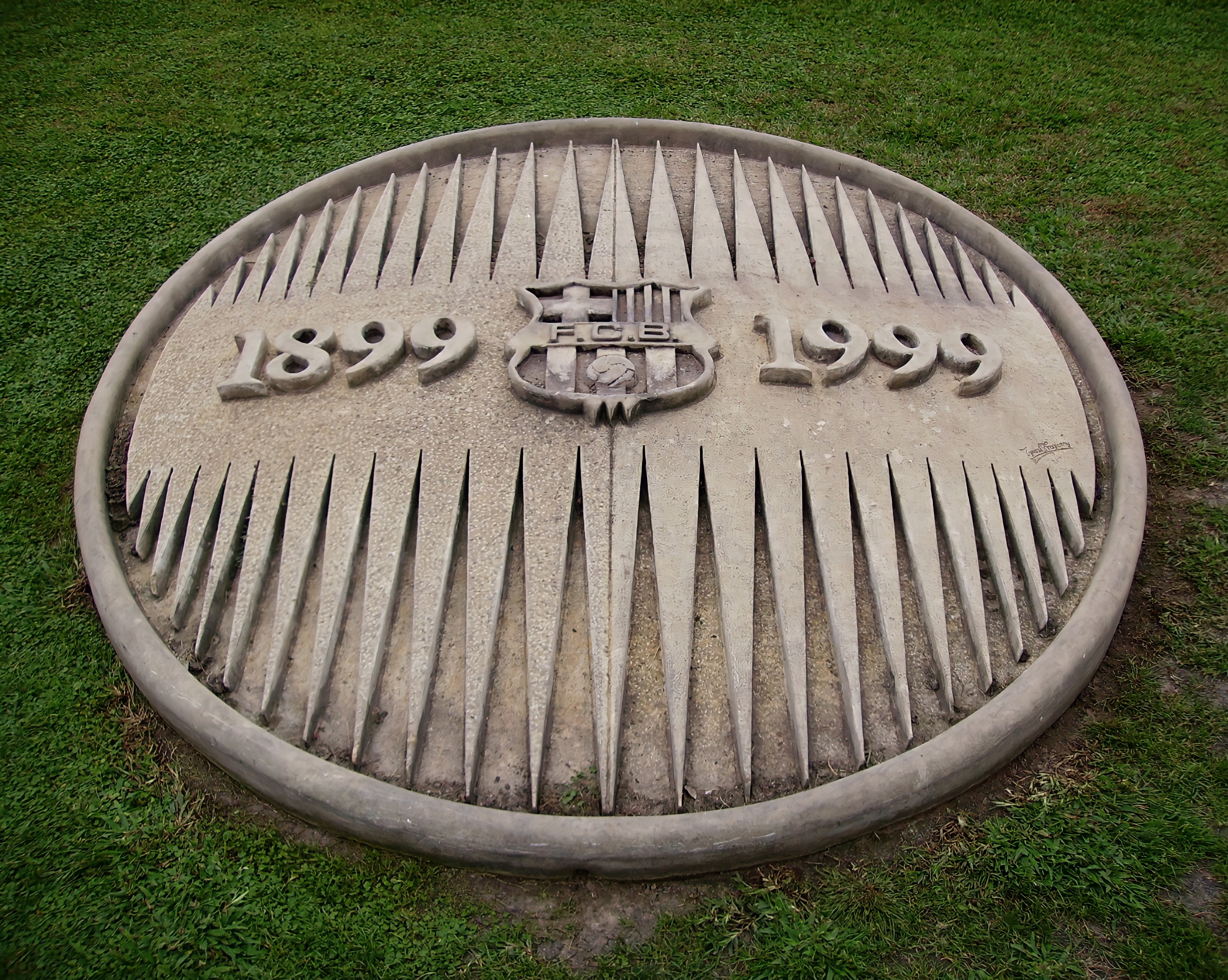
Riproduzione del logotipo societario al Camp Nou per celebrare il centenario del club (1899-1999)

Persa la finale della Supercoppa di Spagna contro il Maiorca, il Barça continuò male la stagione 1998-1999 e attraversò un periodo di crisi di gioco e di risultati. Nel gennaio 1999 per rinforzare l'organico furono acquistati i gemelli Frank e Ronald de Boer. Intanto, a novembre 1998, si era iniziato a festeggiare il centenario del club. Malgrado gli affanni iniziali, la squadra blaugrana si confermò poi campione della Liga con tre giornate di anticipo rispetto al termine del torneo. In Coppa di Spagna fu estromessa dal Valencia ai quarti, mentre in ambito europeo ancora una volta non riuscì a tagliare i traguardi sperati: nelle fasi a gironi, i catalani furono sorteggiati in un girone di ferro, insieme al Bayern Monaco, al Manchester Utd e ai danesi del Brøndby IF e si arresero sia ai bavaresi che agli inglesi (poi finalisti al Camp Nou).
Il Barcellona della stagione 1999-2000, che aveva acquistato Jari Litmanen, Dani, Frédéric Déhu e Simão, riuscì ad aggiudicarsi soltanto la Copa Catalunya, mentre in campionato si classificò seconda a 5 punti dal Deportivo La Coruña e in Champions League fu eliminata dal Valencia in semifinale, poi sconfitto nella finale di Parigi dal Real Madrid. L'amarezza per l'ennesimo fallimento europeo, accompagnato questa volta da quello spagnolo, e le critiche ricevute spinsero Núñez a porre fine ai suoi ventidue anni di presidenza e a fissare per il 27 luglio 2000 nuove elezioni. Per solidarietà si dimise anche l'allenatore van Gaal. A dicembre Rivaldo era diventato il quarto giocatore del Barça a vincere il Pallone d'oro e il terzo a vincere il FIFA World Player.
Il nuovo millennio si aprì, dunque, con le dimissioni di Núñez dopo ventidue anni di presidenza. Benché non sempre popolare, come testimoniano le dozzine di voti di sfiducia, le ribellioni dei giocatori (si ricorda il cosiddetto Ammutinamento di Hesperia del 1988) e l'aperta opposizione di Johan Cruijff, Núñez è stato il presidente che ha vinto più trofei nella storia del Barcellona. Durante la sua presidenza le quattro squadre professionistiche del club hanno raccolto 176 trofei: 30 nel calcio, 36 nella pallacanestro, 65 nella pallamano e 45 nell'hockey su pista. Il conteggio comprende un prestigioso poker nel 1999, l'anno del centenario della società, quando tutte e quattro le squadre furono incoronate campioni di Spagna.

## L'era Gaspart (2000-2003)

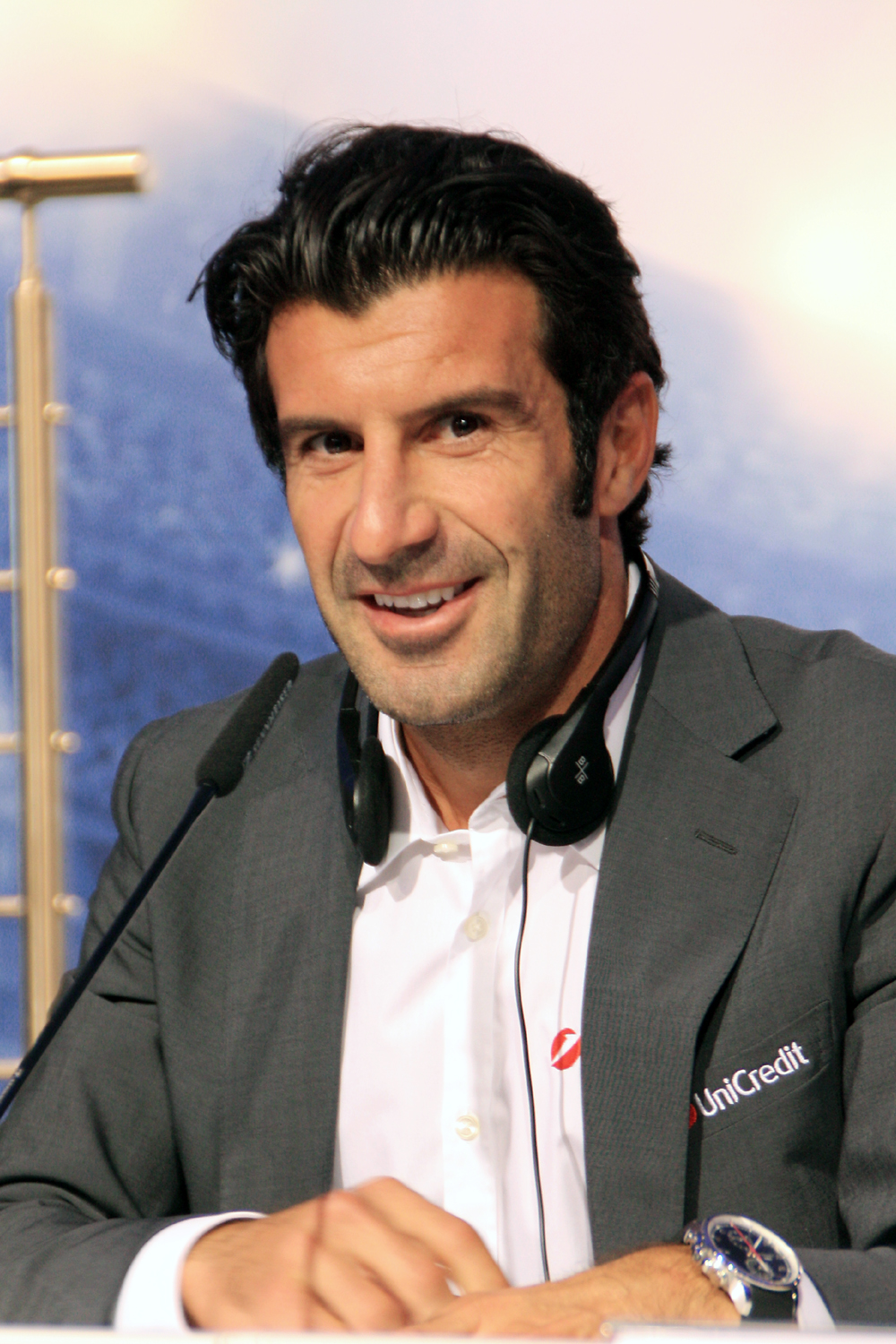
Luís Figo, ceduto per l'allora cifra-record di 60 milioni di euro ai rivali del Real Madrid

Le dimissioni di Núñez e Van Gaal furono molto meno indolori della partenza di Luís Figo, autentica colonna della squadra e beniamino dei sostenitori. Dalle elezioni del 27 luglio 2000 uscì vincitore Joan Gaspart, già vice di Nuñez per ventidue anni, con il 54,87% dei consensi. Gaspart ebbe la meglio sulla coalizione Elefant Blau, capeggiata dal pubblicitario Lluis Bassat e sostenuta, tra gli altri, da Joan Laporta e Johan Cruijff.
In piena campagna elettorale per le elezioni alla presidenza del Real Madrid (in programma una settimana prima di quelle del Barcellona), il candidato Florentino Pérez sbandierò un accordo con il giocatore portoghese del Barça, promettendo che, in caso di un suo successo alle elezioni, Luís Figo il giorno seguente sarebbe stato un giocatore del Real. Contro tutti i pronostici Pérez vinse le elezioni presidenziali madridiste e pochi giorni dopo concluse l'ingaggio di Figo per la cifra record di 10 miliardi di pesetas, nonostante un'intervista in cui il giocatore, pochi giorni prima delle elezioni, dichiarava ad un giornale catalano di non aver alcun accordo con Pérez. Oltre a essere vice-capitano della squadra, Figo era ormai un simbolo per i tifosi catalani, che lo consideravano uno di loro. Celebri furono le sue grida di gioia dal terrazzo di Plaça de Sant Jaume Visca el Barça y visca Catalunya ("Viva il Barça e viva la Catalogna"). L'abbandono, perciò, fu vissuto dai tifosi del Barcellona come un tradimento.
Secondo opinioni diffuse fu la disapprovazione di Figo per il nuovo presidente Joan Gaspart a causare la partenza del talento lusitano alla volta del Real Madrid, storica arcirivale. La cessione del portoghese suscitò così tanto scalpore tra i sostenitori del Barça che durante le partite delle merengues al Camp Nou a Figo venne riservata un'accoglienza estremamente ostile: nel primo match di Figo da giocatore del Real Madrid al Camp Nou un sostenitore del Barcellona lanciò contro il portoghese una testa di maiale.

Una formazione della stagione 2002-2003

In vista della stagione 2000-2001, l'ultima di Guardiola con il Barça, Gaspart affidò l'incarico di allenare la squadra a Llorenç Serra Ferrer. Ex allenatore di Maiorca e Betis Siviglia, Ferrer era nel club catalano già da tre anni, nei quali aveva ricoperto ruoli tecnici senza sedere in panchina. Il presidente investì oltre 15 miliardi di pesetas nell'acquisto di Dutruel, Gerard, Marc Overmars, Emmanuel Petit, Alfonso e Iván de la Peña. La stagione si rivelò avara di successi e difficile dal punto di vista societario. Il 22 aprile 2001, dopo la sconfitta sul campo dell'Osasuna per 3-1 nella trentunesima giornata della Liga, Ferrer fu esonerato per far posto a Carles Rexach, ex calciatore del Barcellona e già allenatore delle squadre giovanili e vice di Aragonés e Cruyff. In quel momento il Barça, già fuori dalla Coppa del Re e dalla Champions, era quinto a 17 punti dal Real Madrid capolista e correva il rischio di non qualificarsi per la successiva edizione della Champions League. Nelle successive sette partite Rexach colse 3 vittorie, 3 pareggi e una sconfitta, riuscendo ad agguantare il quarto posto all'ultima giornata grazie al successo interno per 3-2 contro il Deportivo La Coruña. Fu decisiva una spettacolare rete da fuori area di Rivaldo all'ultimo minuto di gioco.
Rexach fu confermato alla guida del Barcellona per la stagione 2001-2002. Nel corso dell'annata l'allenatore fu pesantemente criticato per il cattivo gioco della squadra e per il rendimento al di sotto delle aspettative dei nuovi acquisti Christanval, Rochemback, Geovanni, Andersson e Bonano, quest'ultimo ingaggiato solo quando l'acquisto di Francesco Toldo sfumò perché l'italiano si accordò con l'Inter in extremis nonostante il Barcellona avesse già raggiunto un pre-accordo con la Fiorentina, nel maggio 2001. Dei volti nuovi, infatti, soltanto Saviola seppe esprimersi su livelli soddisfacenti. Il bilancio sportivo della seconda stagione di Gaspart fu nuovamente deficitario: nonostante il raggiungimento della semifinale della Champions League, persa contro il Real Madrid, la squadra non riuscì ad andare oltre il quarto posto in campionato, a undici punti di distanza dal Valencia campione. A ciò si aggiunse una precoce eliminazione dalla Coppa del Re.
Il 2002-2003, terza stagione con Gaspart come presidente, prese avvio con gli acquisti Riquelme, Mendieta, Sorín ed Enke. Anche questa volta, però, il Barcellona non fu protagonista nella Liga, che i blaugrana terminarono con un anonimo sesto posto, valido per la qualificazione alla Coppa UEFA, qualificazione ottenuta solo all'ultima giornata. In Coppa del Re la formazione blaugrana venne eliminata anzitempo dal Novelda mentre in Champions la sua corsa terminò ai quarti contro la Juventus.
In panchina si alternarono tre allenatori (Rexach, van Gaal e Radomir Antić), mentre a livello societario si preparavano grandi cambiamenti. Non ispirando più fiducia fuori dal campo, il 12 febbraio 2003 Gaspart si dimise. Gli subentrò per qualche mese il vice Enric Reyna, in attesa di nuove elezioni.

## L'era Laporta (2003-2010)

### Il ciclo di Rijkaard (2003-2008)

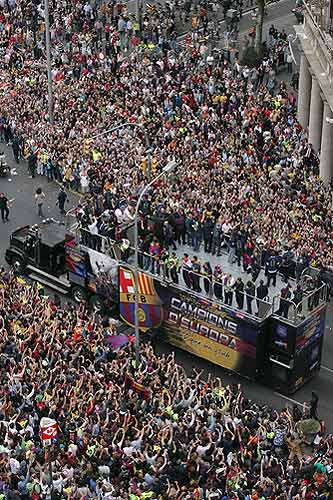
Festeggiamenti nelle strade di Barcellona per la vittoria della Champions League 2005-2006

Alla base del ritorno del club al dominio nazionale e alla ripresa in ambito internazionale dal 2004, vi fu inizialmente un connubio perfetto tra un nuovo presidente giovane ed entusiasta, Joan Laporta, eletto il 15 giugno 2003, ed un allenatore emergente, Frank Rijkaard, nominato tecnico del Barcellona il 24 giugno di quell'anno. L'olandese darà alla squadra un'impronta di gioco molto simile a quella che il suo maestro e mentore, Arrigo Sacchi, diede al Milan alla fine degli anni '80, del quale egli era per altro uno dei pilastri. Una delle figure di spicco della nuova gestione fu il direttore sportivo Aitor Begiristain, ex calciatore blaugrana, voluto nei quadri dirigenziali dal neoeletto Joan Laporta.
Dopo aver a lungo seguito l'inglese David Beckham, poi finito al Real Madrid, il neo-presidente del Barcellona ingaggiò il brasiliano Ronaldinho dal Paris Saint-Germain. Fu anche grazie ad una campagna-acquisti intelligente che la squadra seppe rendersi artefice di un'eccezionale rimonta nella stagione 2003-2004. Il Barça, dodicesimo alla fine del girone d'andata a 18 punti di distanza dal Real Madrid, nel corso dell'annata toccò anche l'ultima piazza, ma riuscì a vincere 17 delle ultime 20 partite e a risalire fino alla seconda posizione finale, a cinque lunghezze dal Valencia campione. Il cammino in campionato fu caratterizzato da una striscia di imbattibilità di 14 partite, mentre in Coppa UEFA fu il Celtic ad estromettere i catalani agli ottavi di finale. Decisive furono per il cambio di rotta nella Liga due mosse: il passaggio dal modulo 4-2-3-1 al 4-3-3 e l'acquisto, nel mercato di gennaio, di Edgar Davids.

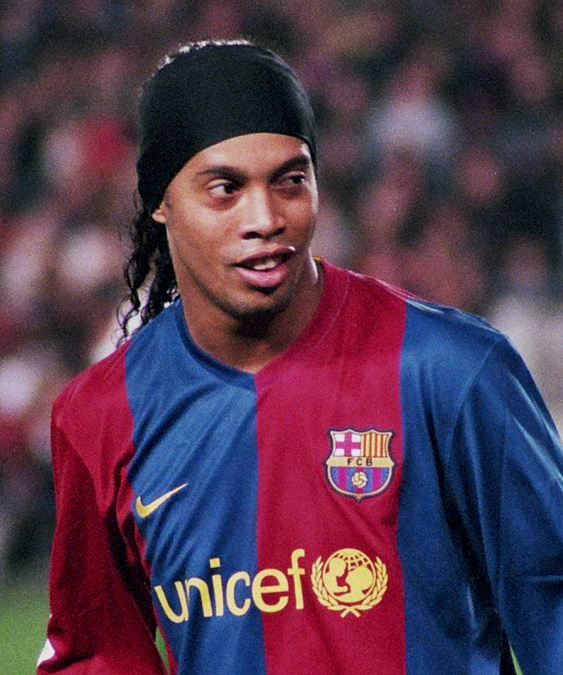
Il fuoriclasse brasiliano Ronaldinho, al Barcellona dal 2003 al 2008

Dopo i segnali di ripresa arrivati nella seconda parte della stagione 2003-2004, la squadra occupò saldamente il primo posto nella Liga dall'inizio alla fine della stagione 2004-2005, conquistando così il titolo nazionale dopo sei anni e mettendo in bacheca anche la Copa Catalunya e la Supercoppa di Spagna. In sede di calciomercato si erano registrati gli approdi in blaugrana dell'attaccante camerunese Eto'o, del veloce esterno d'attacco francese Giuly e del talentuoso centrocampista centrale portoghese Deco. Nel corso della stagione, Rijkaard dovette rinunciare a Xavi per infortunio, sicché promosse in pianta stabile un giovane talento proveniente dalla cantera, Andrés Iniesta. La squadra si fondava essenzialmente sull'asse Rafael Márquez-Xavi-Deco, con il già citato Iniesta prima alternativa dalla panchina, e in attacco vedeva il tridente Ludovic Giuly-Samuel Eto'o-Ronaldinho. Rijkaard diede inoltre spazio in prima squadra al giovane talento Lionel Messi, che alla penultima giornata della Liga segnò all'Albacete il suo primo gol in maglia blaugrana. Tra i tanti protagonisti dell'annata straordinaria si distinse ancora Ronaldinho, poi insignito da France Football del Pallone d'oro 2005 e del secondo FIFA World Player consecutivo. In Champions League il Barcellona fu eliminato dal Chelsea nel doppio confronto valido per gli ottavi di finale (vittoria per 2-1 al Camp Nou e sconfitta per 4-2 a Stamford Bridge).
La stagione 2005-2006, conclusasi con il double Liga-Champions League, fu una delle più brillanti nella storia della società catalana. In estate la squadra si rinforzò con l'acquisto di Mark van Bommel, ma fu soprattutto il prodigioso talento della rivelazione Lionel Messi a rivelarsi decisivo. Dopo aver battuto ad agosto il Betis nella gara valida per l'assegnazione della Supercoppa di Spagna, il Barça vinse la Liga per la diciottesima volta, con dodici punti di vantaggio sul Real Madrid giunto secondo, e la Champions League per la seconda volta nella sua storia. Nel suo cammino verso la finale il Barcellona eliminò negli ottavi il Chelsea (1-2, 1-1, rivincita della Champions League 2005), nei quarti il Benfica (0-0, 2-0) e in semifinale il Milan (0-1 a San Siro e 0-0 al Camp Nou). La sfida, attesa come la partita dell'anno, fu indicata da molti come la "finale anticipata", dato che Milan e Barcellona occupavano rispettivamente il primo e il secondo posto nel ranking europeo dell'UEFA. La corsa del Barça in Copa del Rey si fermò invece ai quarti di finale contro il Real Saragozza di Diego Milito, poi sconfitto in finale dall'Espanyol. Nella finale di Champions League disputata al Saint Denis di Parigi il 17 maggio 2006, i blaugrana ebbero la meglio sull'Arsenal, sconfitto per 2-1 in rimonta grazie ai gol di Samuel Eto'o e Juliano Belletti. Il successo fece del Barcellona la migliore squadra d'Europa nella stagione 2005-2006. L'annata trionfale è ricordata anche per la netta vittoria per 0-3 contro il Real Madrid al Bernabéu nella partita giocata il 19 novembre 2005, quando persino i tifosi di casa applaudirono Ronaldinho, autore di una doppietta e di giocate di alta classe. Due altri risultati esaltanti furono la striscia di 18 vittorie consecutive in tutte le competizioni e la vittoria nella semifinale di andata di Champions League contro il Milan, battuto per 1-0 a Milano con una rete di Giuly. A livello individuale nel 2006 Rijkaard fu nominato migliore allenatore del mondo dalla Federazione Internazionale di Storia e Statistica del Calcio (IFFHS), davanti a José Mourinho e Juande Ramos.
Parigi, Stade de France, 17 maggio 2006
 Barcellona -  Arsenal 2-1
Marcatori:  37’ Campbell,  76’ Eto'o,  81’ Belletti
BARCELLONA: Valdés;  71’ Oleguer ( 71’ Belletti), Márquez, Puyol, van Bronckhorst;  46’ Edmílson ( 46’ Iniesta), Deco,  61’ van Bommel ( 61’ Larsson); Giuly, Ronaldinho, Eto'o. Allenatore: Rijkaard.
ARSENAL: Lehmann; Eboué, Touré, Campbell, Cole;  18’ Pirès ( 18’ Almunia), Gilberto Silva,  74’ Fàbregas ( 74’ Flamini),  85’ Hleb ( 85’ Reyes); Ljungberg; Henry. Allenatore: Wenger.
Arbitro: Hauge (Norvegia)
Ammoniti:  69’ Oleguer,  93’ Larsson,  22’ Eboué,  51’ Henry
Espulso: 
 18’ Lehmann
Spettatori: 79.610
La stagione 2006-2007 iniziò con la cessione di Mark van Bommel al Bayern Monaco e gli arrivi dal Chelsea di Eiður Guðjohnsen (per 15 milioni di euro) e, dopo lo scandalo che investì il calcio italiano, di Gianluca Zambrotta e Lilian Thuram dalla Juventus. Lasciò la squadra l'assistente di Rijkaard Henk ten Cate, che finì sulla panchina dell'Ajax e fu rimpiazzato da Johan Neeskens.
Dopo aver vinto la sua settima Supercoppa di Spagna nella doppia finale-derby contro i rivali cittadini dell'Espanyol, il Barcellona fu sonoramente sconfitto (3-0) dai connazionali del Siviglia nella partita valida per l'assegnazione della Supercoppa europea, mancando l'occasione di conquistare per la terza volta il trofeo e la possibilità di vincere tutte e sei le competizioni in cui era in corsa (Supercoppa di Spagna, Supercoppa europea, Liga, Coppa del Re, campionato mondiale per club e Champions League). A dicembre 2006 disputò, in qualità di campione d'Europa in carica, il Campionato mondiale per club FIFA (ex Coppa Intercontinentale). Dopo aver sconfitto i messicani dell'América per 4-0 nella semifinale, cui ebbe accesso direttamente, nella finale di Yokohama fu battuta per 1-0 dai brasiliani dell'Internacional di Porto Alegre. A marzo fu poi estromessa dalla Champions League 2006-2007 agli ottavi di finale, uscendo dal torneo da campione in carica per opera del Liverpool. In campionato il dominio incontrastato del Barça della stagione precedente lasciò il posto ad una serrata competizione con il Siviglia e il Real Madrid, che vinse il torneo per i migliori risultati negli scontri diretti con il Barcellona, avendo le due squadre chiuso a pari punti il campionato. Secondo il quotidiano sportivo Marca il Barcellona, per invogliare il Maiorca a vincere all'ultima giornata contro il Real Madrid, avrebbe offerto ai maiorchini la somma di 2 milioni di euro. La partita si chiuse, però, con il risultato di 3-1 per i madrileni, che vinsero il titolo. Anche il cammino della squadra catalana in Coppa del Re si chiuse in semifinale, stante la sconfitta per 4-0 in casa del Getafe dopo che i blaugrana avevano vinto per 5-2 all'andata.
Nell'estate del 2007 arrivarono al Camp Nou giocatori del calibro di Thierry Henry (acquistato per 24 milioni di euro), Yaya Touré (9), Éric Abidal (15) e Gabriel Milito (17), per un esborso complessivo di 65 milioni di euro. Nel corso della stagione si affermarono due talenti cresciuti nel vivaio, Bojan Krkić e Giovanni dos Santos (ceduto nel 2008), mentre Marc Crosas, anch'egli proveniente dalla cantera, a gennaio 2008 sarebbe stato ceduto in prestito al Lione. Partirono già in estate, invece, Giovanni van Bronckhorst, ceduto a parametro zero, Ludovic Giuly (4,5 milioni), Maxi López (2), Javier Saviola (parametro zero), Juliano Belletti (5,5) e Thiago Motta (2). In giugno il Barcellona vinse l'unico titolo dell'anno la Copa Catalunya. Con il Real Madrid stabilmente primo in campionato, il Barcellona fu costretto per la maggior parte della stagione al secondo o al terzo posto e alla terzultima giornata, l'8 maggio, fu sconfitto per 4-1 allo Stadio Santiago Bernabéu dal Real Madrid, già campione da una settimana, e scavalcato in classifica dal Villarreal, che poi conservò la posizione fino al termine del torneo. In Coppa del Re il club azulgrana si fermò in semifinale, eliminato dal Valencia poi vincitore del trofeo. Anche in Champions League il Barcellona si arrestò a un passo dalla finale. Prima vinse il proprio raggruppamento, poi eliminò Celtic negli ottavi di finale e Schalke 04 nei quarti. Infine, nell'attesa semifinale contro il Manchester United, dopo lo 0-0 dell'andata in Spagna, perse per 1-0 all'Old Trafford.

### Ilsextetesotto la guida di Guardiola (2008-2010)
Dopo l'amaro finale di stagione Joan Laporta è stato criticato e ha ricevuto, da parte dei soci del club, una mozione di sfiducia che vedeva in Sandro Rosell l'uomo giusto per ricondurre il Barça sulla via del successo, ma la percentuale dei voti non ha raggiunto i due terzi necessari per le dimissioni, così Laporta è rimasto alla presidenza. Intanto l'8 maggio 2008 è stato annunciato l'ingaggio di Josep Guardiola come nuovo allenatore. Nel giugno successivo, in una conferenza stampa, il tecnico ha imposto una rivoluzione nella rosa: via Eto'o, Deco e Ronaldinho, ovvero tre pilastri del Barça targato Rijkaard. Difatti di lì a poco due nomi eccellenti hanno abbandonato la squadra: Deco è stato ceduto al Chelsea e Ronaldinho si è trasferito al Milan. A queste cessioni si sono aggiunte quelle di Gianluca Zambrotta, Edmílson, Oleguer, Giovani dos Santos, Ezquerro e il ritiro di Lilian Thuram. La campagna acquisti del club, volta a rinnovare profondamente l'organico, ha previsto una spesa di 90 milioni di euro per gli ingaggi di Seydou Keita, Gerard Piqué, Daniel Alves, Martín Cáceres e Aljaksandr Hleb.

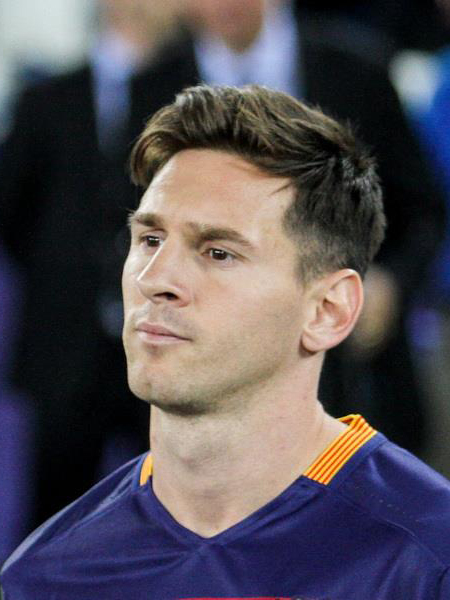
Lionel Messi, 6 volte Pallone d'oro in maglia blaugrana

Guidato dalla stella di Messi, autore del gol numero 5000 nella storia del club contro il Racing Santander il 1º febbraio, il Barcellona ha recuperato l'egemonia nazionale laureandosi campione di Spagna per la diciannovesima volta, ha vinto la Coppa del Re e ha sollevato la Champions League per la terza volta, realizzando il cosiddetto treble. Guardiola, all'esordio come tecnico, è diventato il primo a vincere la Champions League sia come giocatore che come allenatore del Barcellona.
Il 17 gennaio 2009 il club ha stabilito il record di punti ottenuti nella prima parte della stagione nella storia del campionato spagnolo: 50 sui 57 disponibili, frutto di 16 vittorie, 2 pareggi e una sola sconfitta (contro il Numancia alla prima giornata). Il risultato ha consentito alla squadra catalana di distanziare Real Madrid e Siviglia di 12 punti. Pochi giorni dopo il Barça si è qualificato per la finale di Coppa del Re per la prima volta dopo undici anni sconfiggendo il Maiorca e ha ricevuto dall'IFFHS un importante riconoscimento, il primo posto nella classifica delle migliori squadre di club degli ultimi 18 anni, stilata in base ai risultati in campionato, coppa nazionale e nelle sei coppe internazionali gestite da UEFA e FIFA. Il distacco in classifica si è poi ridotto a 7 punti dai madrileni, ma il 2 maggio il confronto tra le due compagini al Bernabéu è terminato con una vittoria per 6-2 dei blaugrana (miglior vittoria contro il Real dai tempi del 5-0 del Barça di Cruijff). Il 13 maggio il club catalano ha vinto per la venticinquesima volta nella sua storia la Coppa del Re, battendo al Mestalla di Valencia l'Athletic per 4-1. Quattro giorni dopo ha vinto il titolo con due giornate di anticipo e senza scendere in campo, beneficiando della sconfitta del Real Madrid contro il Villarreal.
Roma, Stadio Olimpico, 27 maggio 2009
 Barcellona -  Manchester Utd 2-0
Marcatori:  10’ Eto'o,  70’ Messi
BARCELLONA: Valdés; Sylvinho, Piqué, Touré, Puyol;  93’ Iniesta ( 93’ Pedro), Busquets, Xavi;  71’ Henry ( 71’ Keita), Messi, Eto'o. Allenatore: Guardiola.
MANCHESTER UTD: van der Sar; O'Shea, Vidić, Ferdinand, Evra;  66’ Park ( 66’ Berbatov),  46’ Anderson ( 46’ Tevez), Carrick,  75’ Giggs ( 75’ Scholes), Rooney; C. Ronaldo. Allenatore: Ferguson.
Arbitro: Busacca (Svizzera)
Ammoniti:  16’ Piqué,  78’ C. Ronaldo,  81’ Scholes,  93’ Vidić
Spettatori: 62.467
In Champions League il club si è confermato tra le favorite. Dopo aver guadagnato, in agosto, l'accesso alla fase a gironi della Champions League vincendo il terzo turno preliminare, ha proseguito il proprio cammino eliminando Lione negli ottavi di finale (1-1 e 5-2 in casa), Bayern Monaco nei quarti (4-0 in casa e 1-1) e Chelsea in semifinale (0-0 in casa e 1-1 a Stamford Bridge, con un gol di Iniesta in pieno recupero). Nella finale dello Stadio Olimpico di Roma si è aggiudicato il terzo trofeo stagionale battendo il Manchester United detentore del trofeo per 2-0 con reti di Samuel Eto'o, messo in estate nella lista dei partenti dal tecnico, e Lionel Messi, completando uno storico treplete. La squadra catalana vincitrice a Roma era composta per sette undicesimi da elementi provenienti dal settore giovanile del Barcellona, che così ha eguagliato il primato dell'Ajax vincitore nel 1994-1995.
In estate il club si è assicurato l'attaccante svedese Zlatan Ibrahimović, prelevato dall'Inter in cambio di Samuel Eto'o e di circa 43 milioni di euro, per una cifra record di 66 milioni, del compagno di squadra Maxwell e di Dmytro Čyhryns'kyj dallo Šachtar. Oltre al camerunese sono partiti anche Aljaksandr Hleb e Martín Cáceres. Il Barcellona ha poi proseguito la propria striscia di successi vincendo la Supercoppa di Spagna e la Supercoppa UEFA in agosto, battendo l'Athletic Club e lo Shakhtar Donetsk. A dicembre, infine, ha conquistato l'ultimo trofeo dell'anno, la Coppa del mondo per club FIFA, sesto titolo ufficiale su sei competizioni disputate nell'anno solare 2009.
In campionato il club ha vinto il suo ventesimo titolo nazionale al termine di un lungo duello con il Real Madrid, secondo per gran parte della stagione, ma a poca distanza dai catalani. I blaugrana hanno chiuso il campionato con una sola sconfitta e con 99 punti, record per il campionato spagnolo e per i principali campionati europei, distanziando di 3 punti i madrileni, che pure hanno fatto meglio di qualsiasi altra squadra laureatasi Campione di Spagna nel passato, al termine di un torneo dominato dalle due grandi, con la terza, il Valencia, a quasi trenta punti dalla vetta. Grande trascinatore della squadra si è confermato Lionel Messi, autore di 47 gol in stagione, di cui 34 in campionato, che gli hanno consentito di eguagliare il primato di squadra stabilito da Ronaldo nel 1996-1997. In Champions League i catalani, detentori del trofeo, sono stati eliminati dall'Inter in semifinale e in Coppa del Re dal Siviglia agli ottavi, con entrambe le squadre poi vincitrici nelle due competizioni.

## L'era Rosell (2010-2014)

### Ancora sul tetto d'Europa e del mondo (2010-2012)

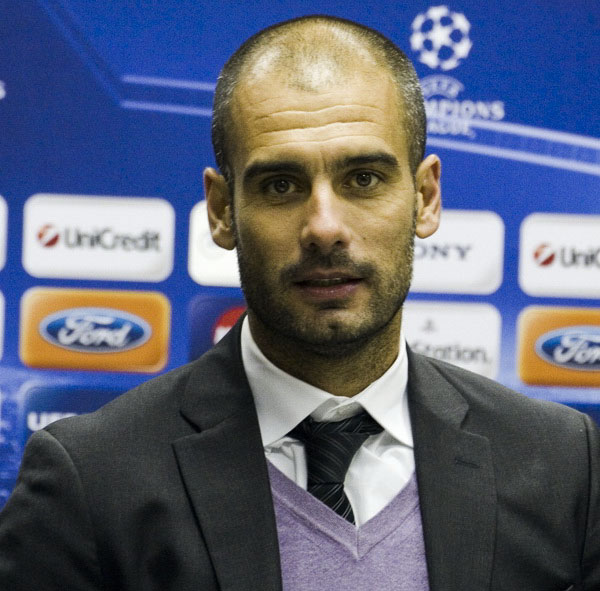
Pep Guardiola, l'allenatore più vincente della storia blaugrana

Alla fine della stagione il presidente uscente Joan Laporta decide di regalare l'ultimo grande acquisto della sua gestione, ingaggiando David Villa dal Valencia per 40 milioni di euro. Nel giugno 2010 come successore di Laporta viene eletto con il 61% dei voti, la più alta percentuale di voti registrata nella storia delle elezioni del club catalano, il quarantaseienne Sandro Rosell, e con lui arrivano Adriano e Javier Mascherano mentre vengono ceduti Yaya Touré, Rafael Márquez, Thierry Henry, Dmytro Čyhryns'kyj e soprattutto Zlatan Ibrahimović che dopo una sola stagione passa al Milan per 24 milioni di euro.
Nell'estate 2010 il Barcellona mette in bacheca la sua nona Supercoppa spagnola in finale contro il Siviglia: dopo la sconfitta all'andata per 3-1, al ritorno si impone al Camp Nou per 4-0 grazie anche ad una tripletta di Messi.
A fine stagione, il Barcellona realizza il double con le vittorie in campionato e in Champions League. Il terzo titolo consecutivo - ventunesimo in assoluto - per i campioni di Spagna in carica si materializza con due giornate d'anticipo: a sancire definitivamente la vittoria del campionato è il pareggio per 1 a 1 in casa del Levante. Il 28 maggio 2011 invece, il Barcellona si laurea campione d'Europa per la quarta volta nella sua storia grazie alla vittoria per 3-1 a Wembley sul Manchester United. I goal degli spagnoli vengono realizzati da Pedro Rodríguez, Lionel Messi e David Villa (per gli inglesi momentaneo pareggio di Wayne Rooney).
Un'ulteriore soddisfazione in questa annata sono gli scontri diretti con il Real Madrid, vinti quasi tutti dal Barça: se in Coppa del Re erano stati i blancos ad imporsi grazie a una rete di Cristiano Ronaldo nei supplementari, in campionato sono i blaugrana ad imporsi con uno spettacolare 5-0 all'andata e un pareggio 1-1 al ritorno che impedisce al Real Madrid di recuperare punti preziosi in classifica; inoltre vincono anche lo scontro in semifinale di Champions League, grazie ad una vittoria per 2-0 al Bernabéu (doppietta di Messi) e il pareggio casalingo 1-1 (gol di Pedro).
Londra, Stadio di Wembley, 28 maggio 2011
 Barcellona -  Manchester Utd 3-1
Marcatori:  27’ Pedro,  34’ Rooney,  54’ Messi,  70’ Villa
BARCELLONA: Valdés;  88’ Alves ( 88’ Puyol), Piqué, Mascherano, Abidal; Busquets, Xavi, Iniesta;  86’ Villa ( 86’ Keita),  92’ Pedro ( 92’ Afellay), Messi. Allenatore: Guardiola.
MANCHESTER UTD: van der Sar;  69’ Fábio ( 69’ Nani), Ferdinand, Vidić, Evra; Valencia,  77’ Carrick ( 77’ Scholes), Giggs, Park; Rooney, Hernández. Allenatore: Ferguson.
Arbitro: Kassai (Ungheria)
Ammoniti:  60’ Alves,  61’ Carrick,  79’ Valencia,  85’ Valdes
Spettatori: 87.695
Il calciomercato del club blaugrana per la stagione 2011-2012 è segnato dagli acquisti dispendiosi ma al contempo di grande prestigio dell'attaccante Alexis Sánchez dall'Udinese per 26 milioni di euro e del centrocampista Cesc Fàbregas dall'Arsenal per 34 milioni più 6 milioni di bonus: curiosamente, per quest'ultimo può essere considerato un "ritorno a casa", dato che Francesc è cresciuto nella cantera del club spagnolo. Ritornano poi dal prestito Henrique dal Racing Santander, Keirrison dal Santos, Aljaksandr Hleb dal Birmingham City (rigirati poi con la stessa formula rispettivamente al Palmeiras, al Cruzeiro e al Wolfsburg) e Víctor Sánchez dal Getafe, il quale rescinde poi il contratto con il Barça assieme al difensore Gabriel Milito. Le entrate di nuovo denaro vengono poi divise tra i riscatti dei cartellini di Martín Cáceres da parte del Siviglia per 3 milioni, di Zlatan Ibrahimović per 24 milioni esercitato dal Milan e dalle cessioni a titolo definitivo dei due giovani attaccanti spagnoli Bojan Krkić e Jeffrén Suárez rispettivamente alla Roma per 12 milioni di euro e allo Sporting Lisbona per 3,75 milioni di euro.

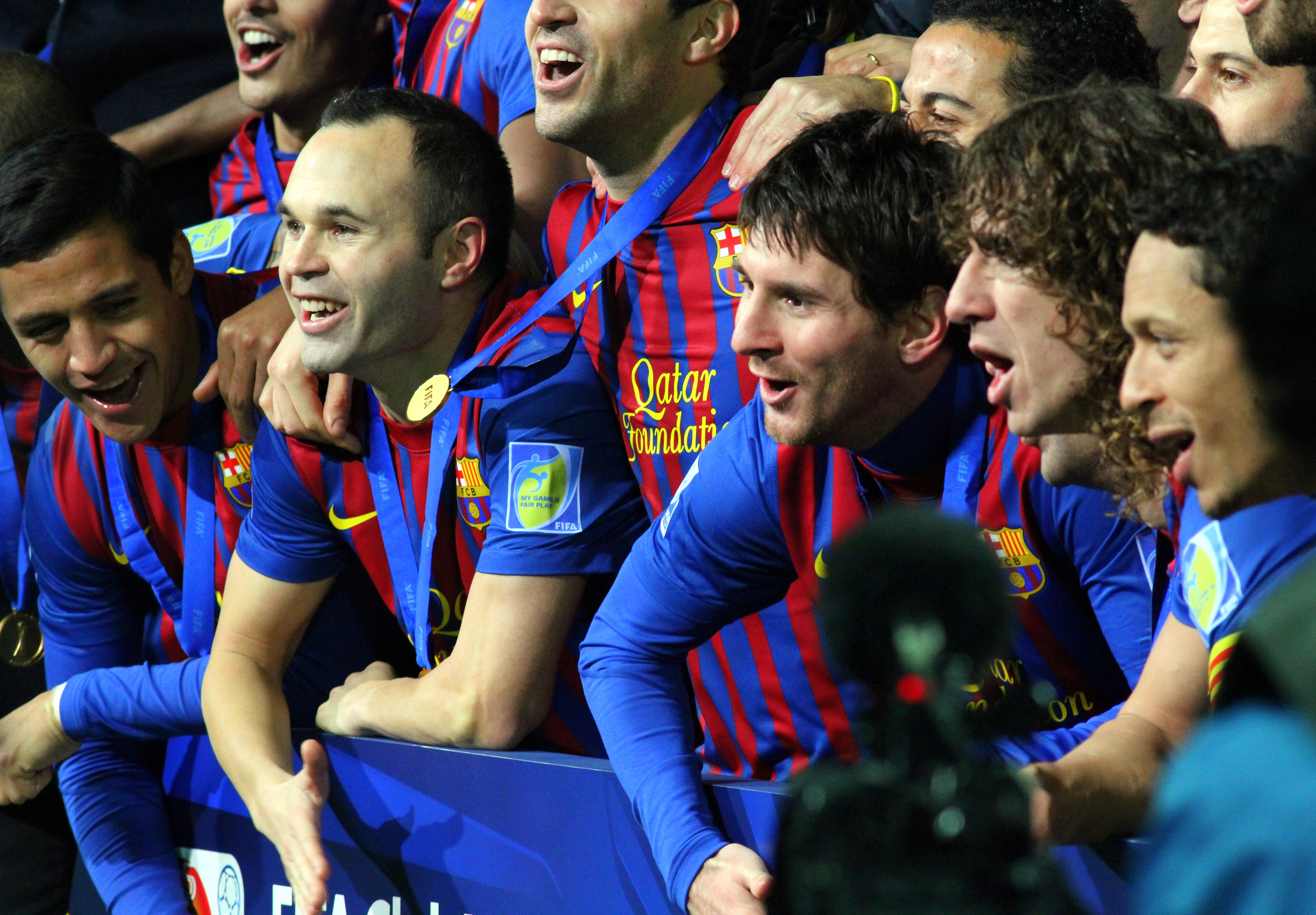
I giocatori del Barcellona festeggiano la vittoria della Coppa del mondo per club FIFA nel dicembre 2011

La nuova stagione del club spagnolo si apre con le conquiste dell'undicesimo e del dodicesimo trofeo nell'era Guardiola: grazie a un pareggio all'andata (reti di Villa e Messi) il 14 agosto 2011 e una vittoria al ritorno (gol di Iniesta e doppietta decisiva di Messi) il 17 contro gli eterni rivali del Real Madrid, gli azulgrana si aggiudicano la loro decima Supercoppa spagnola, mentre dopo poco più di una settimana con una vittoria per 2 a 0 contro i portoghesi del Porto detentori dell'Europa League (in gol Messi e Fàbregas) conquistano la loro quarta Supercoppa UEFA. Il 18 dicembre 2011, il Barcellona conquista il quinto trofeo dell'anno solare, battendo il Santos per 4-0 a Yokohama nella finale della Coppa del mondo per club.
In campionato il Barcellona vince lo scontro diretto all'andata al Bernabéu (3-1), ma non basta per tenere il passo del Real a causa di alcuni passi falsi dei blaugrana come il pareggio con l'Espanyol (1-1) e la sconfitta in casa dell'Osasuna, con il Barça che finisce a -10 dal Real Madrid. Nel periodo primaverile tre pareggi del Real Madrid permettono al Barcellona di portarsi a -4 dai rivali, ma lo scontro diretto termina inaspettatamente con la vittoria del Real per 2-1 al Camp Nou (gol decisivo di Cristiano Ronaldo), e così il Barcellona dice addio alla possibilità di realizzare una rimonta che sarebbe stata epica. In Champions League il Barcellona supera agevolmente la fase a gironi, elimina il Bayer Leverkusen agli ottavi e il Milan ai quarti di finale, ma viene eliminato in semifinale da un eroico Chelsea, nonostante le molte occasioni avute (0-1 e 2-2).
Nonostante i blaugrana manchino i due titoli più importanti, molte saranno le consolazioni durante la stagione: i record di Lionel Messi (oltre alla vittoria del Pichichi con ben 50 gol messi a segno, l'argentino realizza 72 reti stagionali, segna 5 gol in una sola partita contro il Leverkusen e si laurea capocannoniere di Champions per la quarta volta consecutiva) e la vittoria della Coppa del Re, ottenuta il 25 maggio contro l'Athletic Bilbao con un 3-0 realizzato in meno di mezz'ora (ai quarti di finale, tra l'altro, il Barcellona aveva eliminato anche il Real Madrid). A fine stagione, dopo la conquista di ben 14 titoli in 4 anni sulla panchina del Barcellona, Guardiola annuncia le sue dimissioni.

### La gestione Vilanova e la Liga dei record (2012-2013)
A sostituire Pep Guardiola sulla panchina del Barcellona è Tito Vilanova, che ricopriva il ruolo di vice-allenatore durante la precedente gestione tecnica. Il nuovo tecnico esordisce il 23 agosto nell'andata di Supercoppa di Spagna vinta per 3-2 con il Real Madrid al Camp Nou, tuttavia la sconfitta per 2-1 al Bernabéu assegna ai Blancos la coppa.
In campionato, il Barça esordisce con la vittoria per 5-1 sulla Real Sociedad. Il 7 ottobre il primo Clásico di campionato stagionale, giocato in Catalogna, termina 2-2, in gol vanno Lionel Messi per i blaugrana e Cristiano Ronaldo per i madrileni, entrambi con una doppietta. Chiude il girone d'andata vincendo 3-1 fuori casa contro il Malaga, con un distacco di undici punti sull'Atlético Madrid secondo e diciotto punti sul Real Madrid terzo. Nella stagione 2012 - 2013 il Barcellona vince la Liga spagnola col punteggio record di 100 punti e, quindi, si aggiudica il suo 22º esimo titolo nazionale, la Liga numericamente migliore della storia.
Il cammino dei catalani in Champions League si arresta in semifinale. Dopo aver chiuso al primo posto la fase a gironi, il Barça affronta agli ottavi di finale il Milan. Dopo lo 0-2 rimediato al Meazza nel match di andata, i blaugrana compiono un'incredibile rimonta e, nel match di ritorno, sconfiggono i rossoneri con il punteggio di 4-0 (doppio Messi, Villa e Jordi Alba). Ai quarti di finale, l'urna di Nyon decreta che l'avversario del Barça è l'ambizioso club francese Paris Saint-Germain. Dopo il 2-2 dell'andata al Parco dei Principi, i catalani impattano anche al Camp Nou con il punteggio di 1-1 e si qualificano per le semifinali. Il gol decisivo è di Pedro, che replica alla rete del fantasista argentino Pastore. La semifinale contro il Bayern Monaco costituisce un'autentica mattanza per il Barça a livello calcistico. I bavaresi, guidati in panchina da Jupp Heynckes, stravincono il confronto diretto con un complessivo 7-0 (4-0 all'Allianz Arena e 3-0 al Camp Nou), staccando il pass per la finale di Londra, dove poi batteranno il Borussia Dortmund.

## L'era Bartomeu (2014-2020)

### La gestione Martino (2013-2014)

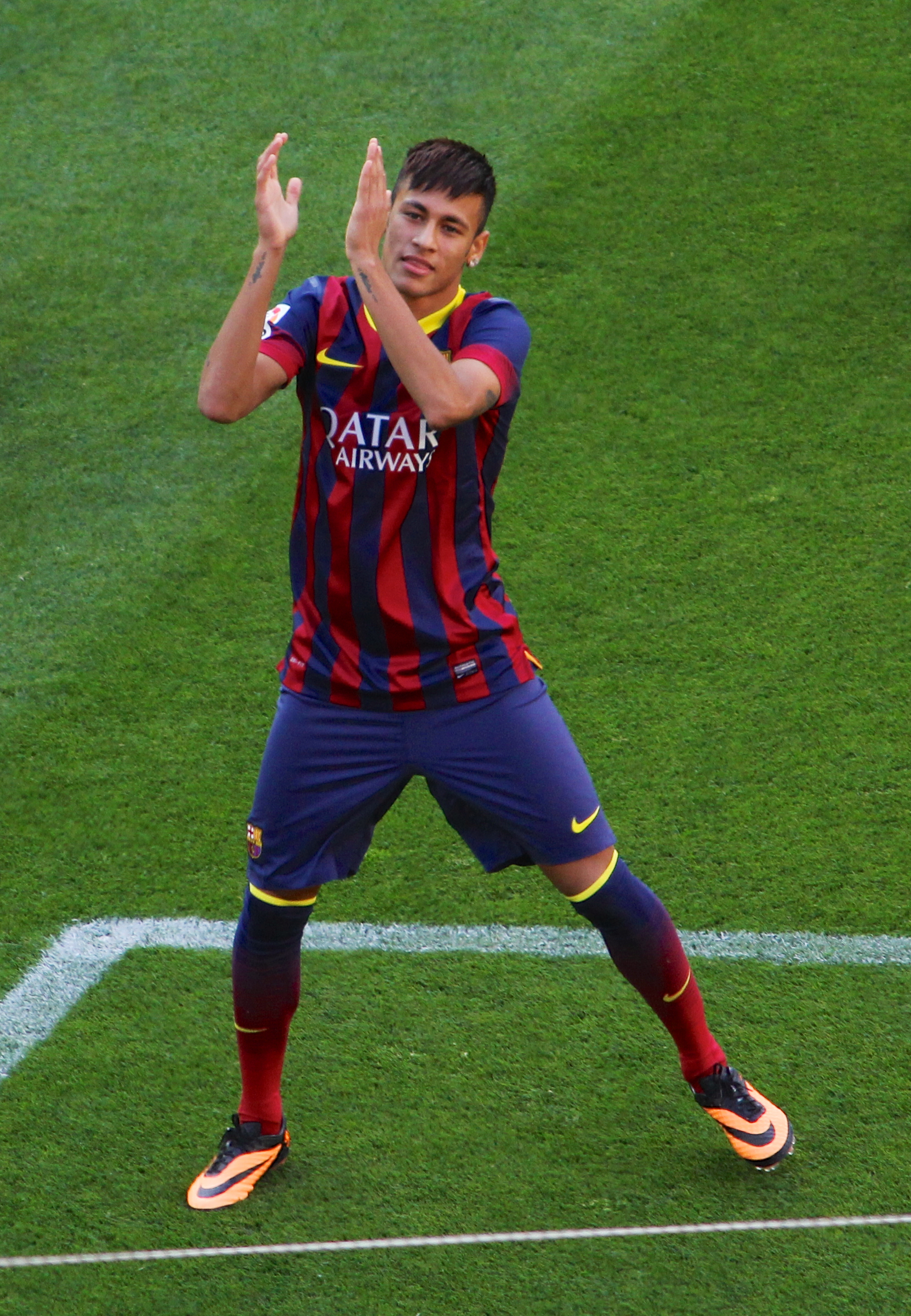
Neymar durante la presentazione al Camp Nou del giugno 2013.

Il 22 luglio 2013, a causa dei problemi di salute mai definitivamente risolti di Tito Vilanova, il Barça decide di affidare la guida tecnica del club a Gerardo Martino, soprannominato El Tata, allenatore argentino.
La squadra sembra beneficiare del cambio e conquista la Supercoppa di Spagna nel doppio confronto contro l'Atlético Madrid grazie alla regola dei gol fuori casa, mentre contemporaneamente attua una grande partenza in campionato, rendendosi protagonista di un filotto iniziale di cinque vittorie in altrettante giornate.
Il gioco corale della squadra si slega pian piano dal tiki-taka dell'epoca di Pep Guardiola e si assesta invece su un pressing sempre molto alto ma estremamente più aggressivo e su una tendenza più spiccata alla verticalizzazione immediata. La svolta tecnica è enorme, soprattutto considerando che la rosa resta sostanzialmente quella dell'anno precedente con la sola aggiunta del brasiliano Neymar, anch'egli arrivato in estate. Il cambio radicale di gioco del Barça incontra però il favore dei giocatori, tanto che anche Piqué, colonna della squadra sin dai primi tempi di Guardiola, si spinge a dire che il Barcellona era ormai: "Divenuto schiavo del tiki-taka". La prova del definitivo cambio di mentalità si ha il 22 settembre 2013, quando, contro il Rayo Vallecano, il Barcellona esce dal campo con un possesso palla inferiore a quello avversario per la prima volta dopo cinque anni ininterrotti in campionato.
Il 23 gennaio 2014 Sandro Rosell si dimette e al suo posto subentra Josep Maria Bartomeu, inizialmente fino al 2016 e poi fino al 2021.
Nell'aprile 2014 la FIFA sanziona il Barcellona per aver violato l'articolo che regola la cessione del cartellino di minori di 18 anni in almeno dieci casi, tra il 2009 e il 2013, e impone il divieto di effettuare operazioni di calciomercato sino all'estate dell'anno seguente. La commissione d'appello della FIFA decide di congelare la sanzione imposta al Barcellona dalla commissione disciplinare, stabilendo che il club potrà effettuare operazioni di mercato in entrata nell'estate del 2014, in attesa della sentenza di secondo grado.
La squadra catalana viene eliminata ai quarti di finale della Champions League dall'Atletico Madrid, che nel derby spagnolo, dopo un 1-1 esterno a Barcellona, si impone 1-0 in casa al ritorno.
Il 17 maggio 2014 il Barcellona affronta nuovamente l'Atlético Madrid, ma in campionato. La partita, decisiva per le sorti del campionato spagnolo, si conclude con il punteggio di 1-1, risultato che permette ai madrileni di festeggiare la conquista del titolo. Al Barcellona serviva una vittoria per ottenere il suo 23º alloro nazionale.
Il 19 maggio il club annuncia che dalla stagione seguente l'allenatore sarà Luis Enrique, che firmando un contratto biennale torna nel club di cui era stato bandiera in campo. Al suo fianco arriva, nelle vesti di direttore sportivo, l'ex portiere Andoni Zubizarreta, già compagno di nazionale e di club.

### Il ciclo di Luis Enrique (2014-2017)

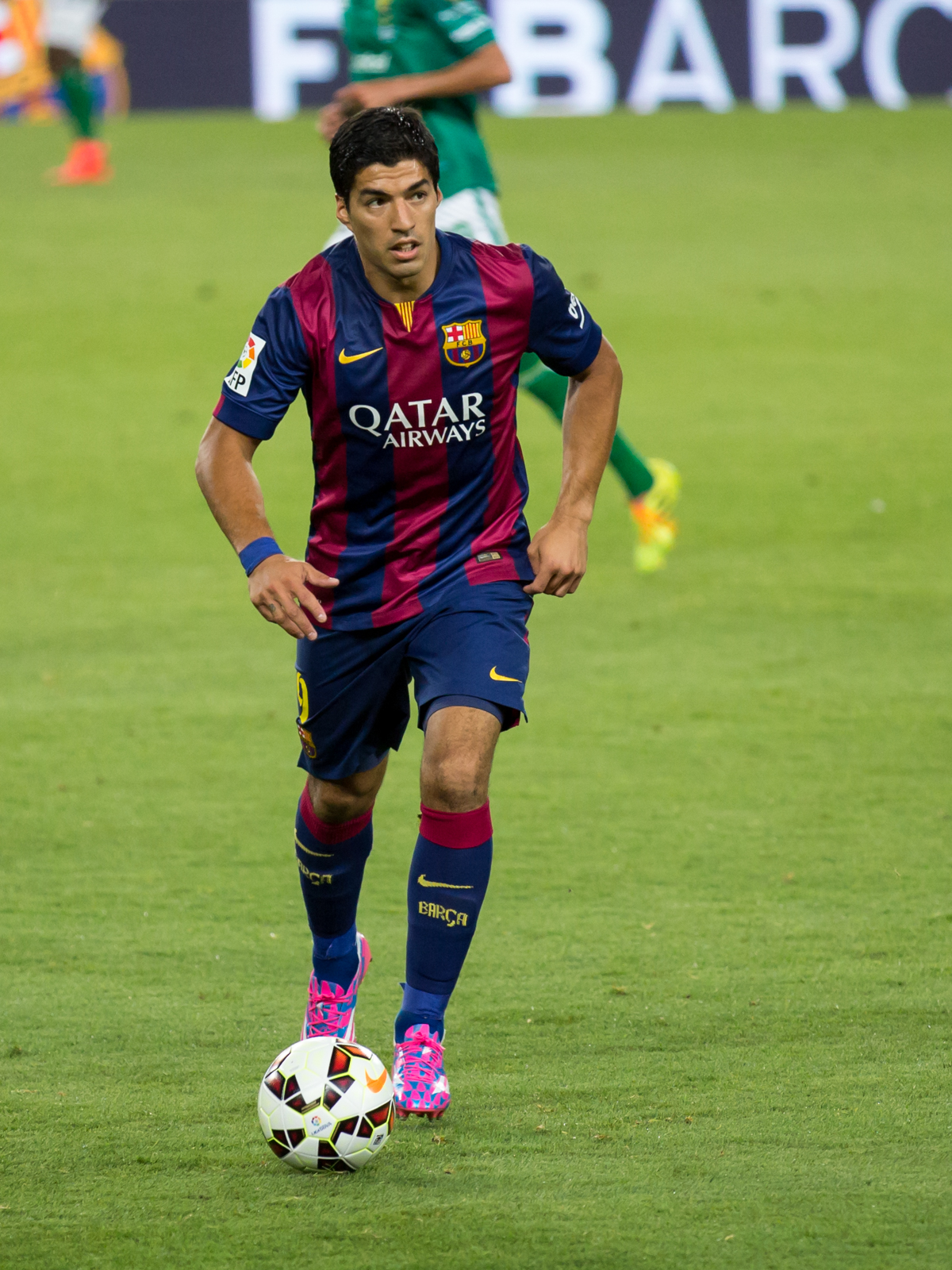
Luis Suárez, prelevato dal Liverpool per la cifra record di 83 milioni di euro

Il 22 maggio 2014 viene presentato il primo acquisto dell'era Luis Enrique, il portiere tedesco Marc-André ter Stegen, prelevato dal Borussia Mönchengladbach per 12 milioni di euro. L'ingaggio più importante è però quello dell'uruguagio Luis Suárez, acquistato per una cifra tra i 75 e gli 81 milioni di euro dal Liverpool. Il calciatore, quarto acquisto più costoso della storia del calcio, è disponibile da settembre per via di una squalifica rimediata dopo aver morso Giorgio Chiellini durante una partita del campionato del mondo in Brasile. Con l'approdo di Suárez, il reparto offensivo, che poteva già vantare un formidabile duo composto da Messi e Neymar, viene ulteriormente potenziato. Il trio d'attacco sudamericano, definito MSN (Messi-Suárez-Neymar) risulta il più prolifico della storia del club.
Tra gli arrivi figurano anche Claudio Bravo, portiere, i difensori Jérémy Mathieu, Thomas Vermaelen e Douglas Pereira e il centrocampista croato Ivan Rakitić. Lasciano il club Cesc Fàbregas, Jonathan dos Santos, Isaac Cuenca, Alexis Sánchez, Oier Olazábal, Bojan Krkić, José Manuel Pinto e il portiere Víctor Valdés, mentre il capitano Carles Puyol si ritira dall'attività agonistica. Cristian Tello passa al Porto (contratto di due anni), Gerard Deulofeu e Denis Suárez (contratto biennale) vanno al Siviglia. Ibrahim Afellay è ceduto all'Olympiacos e Alexandre Song al West Ham Utd.
Il 20 agosto la commissione d'appello respinge i ricorsi presentati dal club catalano e dalla federcalcio spagnola, confermando la decisione della commissione disciplinare, che aveva condannato il club blaugrana per il trasferimento di giocatori minorenni. Il club si vede dunque sospese le proprie attività di calciomercato per due sessioni, fino al gennaio 2016.
Il 5 gennaio 2015, all'indomani della terza sconfitta in campionato, contro la Real Sociedad, Andoni Zubizarreta è esonerato dall'incarico di direttore sportivo, che aveva ricoperto per 4 anni. Il 12 febbraio gli subentra una commissione tecnica composta da Carles Rexach e Ariedo Braida. Il 7 gennaio il presidente Bartomeu convoca elezioni anticipate per il luglio 2015.
Il 12 gennaio Lionel Messi vince il Pallone d'Oro e insieme ad Andrés Iniesta viene incluso nella squadra dell'anno della FIFA.
Il Barcellona torna a vincere il titolo spagnolo il 17 maggio 2015, battendo di misura l'Atlético Madrid campione in carica al Vicente Calderón. Nella giornata seguente, l'ultima del torneo, il Camp Nou saluta il capitano Xavi Hernández, che lascia il club dopo 17 stagioni.
I catalani conquistano anche la 27ª Coppa del Re, battendo per 3-1 l'Athletic Bilbao al Camp Nou con doppietta di Messi e gol di Neymar.
Berlino, Olympiastadion, 6 giugno 2015
 Juventus -  Barcellona 1-3
Marcatori:  4’ Rakitić,  55’ Morata,  68’ Suárez,  97’ Neymar
JUVENTUS: Buffon; Lichtsteiner, Barzagli, Bonucci,  89’ Evra ( 89’ Coman); Pirlo, Marchisio, Pogba,  79’ Vidal ( 79’ Pereyra); Tévez,  85’ Morata ( 79’ Llorente). Allenatore: Allegri.
BARCELLONA: ter Stegen; Alves, Piqué, Mascherano, Alba;  91’ Rakitić ( 91’ Mathieu), Busquets,  78’ Iniesta ( 78’ Xavi); Messi,  96’ Suárez ( 96’ Pedro), Neymar. Allenatore: Luis Enrique.
Arbitro: Çakır (Turchia)
Ammoniti:  11’ Vidal,  41’ Pogba,  70’ Suárez
Spettatori: 70.442
Il 6 giugno, allo Stadio Olimpico di Berlino, a suggello di un'annata storica, i blaugrana sconfiggono per 3-1 la Juventus nella finale della Champions League, dopo aver regolato in semifinale il Bayern Monaco. Con i gol di Rakitić, Suárez e Neymar i catalani si laureano campioni d'Europa per la quinta volta nella loro storia e ottengono il secondo triplete dopo quello del 2008-2009.
La stagione 2015-2016 inizia in chiaroscuro: il club catalano vince infatti la Supercoppa europea contro il Siviglia ma perde quella spagnola contro l'Athletic Bilbao. Dopo aver subito un sonoro 4-0 nella partita di andata in casa dei baschi, nel ritorno al Camp Nou non va oltre il pareggio (1-1). Il 21 novembre 2015, alla dodicesima giornata, è in programma El Clásico. Il Barça espugna il Santiago Bernabéu con un perentorio 4-0 (doppietta di Suárez, Iniesta e Neymar). Il trionfo conseguito nella capitale risulterà poi decisivo per la conquista del campionato.
Nella Coppa del mondo per club, a dicembre, il Barcellona batte per 3-0 i cinesi del Guangzhou E. e guadagna l'accesso alla finale contro gli argentini del River Plate. Il 20 dicembre 2015 i blaugrana vincono per 3-0 e si laureano campioni del mondo per la terza volta nella loro storia.

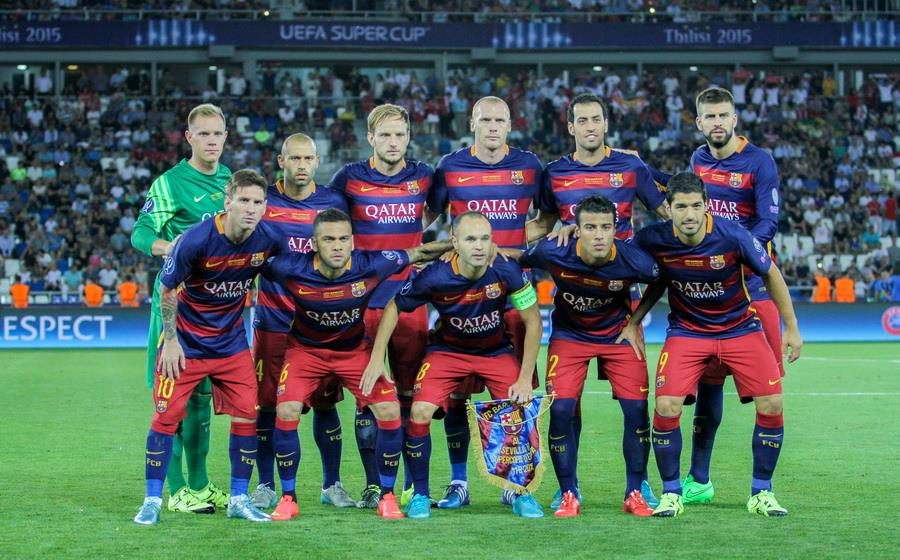
Il Barcellona schierato a Tbilisi prima della vittoriosa Supercoppa UEFA 2015

L'avventura in Champions League si interrompe ai quarti di finale, ancora per mano dell'Atlético Madrid, che aveva già eliminato il club catalano nel 2014. Dopo il successo per 2-1 ottenuto al Camp Nou, il Barça perde per 2-0 al Vicente Calderón nella gara di ritorno.
Il 14 maggio 2016, con un successo esterno per 3-0 sul Granada, il Barcellona si conferma campione di Spagna, mettendo in bacheca il suo 24º titolo nazionale. Fondamentale per la vittoria finale è l'apporto del trio Messi-Suárez-Neymar, che realizza 90 dei 112 gol messi a segno in campionato (Suárez 40, Messi 26, Neymar 24). L'attaccante uruguaiano, oltre ad essersi aggiudicato il Pichichi, ha anche conseguito per la seconda volta nella sua carriera la Scarpa d'oro.
Il 22 maggio il Barcellona centra dopo sette anni il doblete, l'accoppiata titolo-coppa nazionale, mettendo in bacheca la sua 28ª Coppa del Re grazie al successo in finale a Madrid contro il Siviglia per 2-0 dopo i tempi supplementari, con reti di Jordi Alba e Neymar.
Nell'estate 2016 il club catalano effettua una campagna acquisti molto dispendiosa: arrivano il portiere olandese Cillessen, proveniente dall'Ajax, i difensori francesi Digne, terzino destro prelevato dal Paris Saint-Germain, e Umtiti, difensore centrale acquistato dal Lione, il centrocampista portoghese André Gomes e l'attaccante della nazionale spagnola Paco Alcácer. Questi ultimi vengono prelevati dal Valencia per una cifra totale di 65 milioni di euro. Per quanto riguarda il mercato in uscita, si registrano le partenze del portiere cileno Claudio Bravo, ceduto al Manchester City, del difensore centrale Marc Bartra, acquistato dal Borussia Dortmund e, soprattutto, del terzino destro Dani Alves, che in scadenza di contratto si accasa alla Juventus a parametro zero.
I presupposti per una nuova trionfale stagione sembrano esserci tutti. Il Barcellona, infatti, inizia la nuova stagione con la conquista della sua dodicesima Supercoppa di Spagna, dopo aver surclassato il Siviglia (2-0 al Ramón Sánchez-Pizjuán e 3-0 al Camp Nou).
Anche l'inizio nella Liga sembra promettere molto bene. Alla prima giornata, infatti, i blaugrana travolgono per 6-2 al Camp Nou il Betis, grazie ad una tripletta di Luis Suárez, ad una doppietta di Messi e ad un gol di Arda Turan. Poi, però, una serie di inopinati passi falsi, tra cui un clamoroso 1-2 interno contro il modesto Alavés, consentono ai rivali storici del Real Madrid di prendere il largo e di staccare i blaugrana in classifica. Nel girone di ritorno, il Barcellona riesce a compiere l'impresa di recuperare lo svantaggio nei confronti del Real Madrid, complice un calo delle merengues e, alla trentatreesima giornata, si aggiudica lo scontro diretto al Bernabéu con uno spettacolare 2-3, che significa aggancio in graduatoria e vantaggio negli scontri diretti, anche se i madrileni hanno una partita in meno. Decisiva per la vittoria nella capitale è la doppietta del solito Messi, sempre più lanciato verso la conquista del quarto Trofeo Pichichi e della quarta Scarpa d'oro della sua carriera. Le due rivali condividono il primato sino alla trentasettesima giornata, ma il Real deve ancora disputare il match in trasferta contro il Celta Vigo, rinviato, non senza polemiche da parte del Madrid, a causa dei danni allo stadio provocati da un violento nubifragio abbattutosi nella città galiziana. I catalani ripongono le loro speranze in un'impresa dei galiziani, che però non arriverà, poiché il Real li travolge per 4-1 e ritorna da solo in testa a tre punti di distacco. L'ultima speranza per il Barça si chiama Malaga: in caso di sconfitta dei capitolini in Andalusia e di vittoria dei catalani contro l'Eibar, il Barça sarebbe per la venticinquesima volta Campione di Spagna. Il Real Madrid, però, espugna La Rosaleda e, dopo cinque anni, riconquista il campionato. Nonostante i 116 gol realizzati a fine torneo, tra cui i 66 della coppia Messi-Suárez (37 per l'argentino, 29 per l'uruguaiano), i catalani sono costretti a cedere lo scettro ai grandi rivali.
Il cammino dei blaugrana in Champions League inizia alla grande. Il Barça, testa di serie nella fase a gironi, viene sorteggiato in un girone non privo di insidie, insieme all'ambizioso club inglese Manchester City guidato in panchina dal grande ex Guardiola, ai tedeschi Borussia M'gladbach e agli scozzesi Celtic, ma il ruolino di marcia è impressionante: 5 vittorie con 20 gol realizzati e una sola sconfitta al passivo, per mano del City. A spiccare sono le tre vittorie conseguite in casa: 7-0 contro il Celtic e i due 4-0 contro City e Borussia.
Negli ottavi di finale l'urna di Nyon contrappone ancora i catalani al Paris-Saint Germain. Il 14 febbraio il Barça è sconfitto per 4-0 al Parco dei Principi e ritenuto ormai alla fine di un ciclo da molti commentatori. Il 1º marzo 2017, dopo la vittoria per 6-1 in campionato contro lo Sporting Gijón, Luis Enrique annuncia la volontà di lasciare la panchina del club alla fine della stagione. L'8 marzo il Barça ribalta clamorosamente il risultato di Parigi vincendo per 6-1 al Camp Nou (con gol decisivo di Sergi Roberto al 95º minuto di gioco) contro il PSG, accedendo così ai quarti con un'impresa storica, dato che nessuna squadra era mai riuscita a qualificarsi per un turno successivo di una competizione europea dopo aver perso per 4-0 la partita di andata. Il sorteggio decreta che a sfidare i blaugrana ai quarti sia la Juventus: i bianconeri battono il Barça con un perentorio 3-0 allo Juventus Stadium, mentre nella gara di ritorno, il 19 aprile al Camp Nou, il pacchetto difensivo juventino si rivela un muro insormontabile per l'attacco blaugrana, la cui eliminazione viene sancita dallo 0-0 finale.
Nonostante i mancati successi nella Liga e in Champions League, il Barça chiude la stagione con la conquista di un trofeo: la Coppa del Re. Il 27 maggio 2017, allo stadio Vicente Calderón di Madrid, che chiude i battenti dopo il match, i blaugrana battono l'Alavés con il punteggio di 3-1. Con questa vittoria il Barça si aggiudica la sua ventinovesima Coppa del Re e l'ottantasettesimo trofeo della sua storia. Luis Enrique, così come fece Guardiola nel 2012, si congeda dal club catalano con la conquista della coppa nazionale. Sotto la gestione dell'allenatore asturiano, durata 3 anni, i blaugrana si aggiudicano ben 9 trofei.

### L'era Valverde (2017-2020)

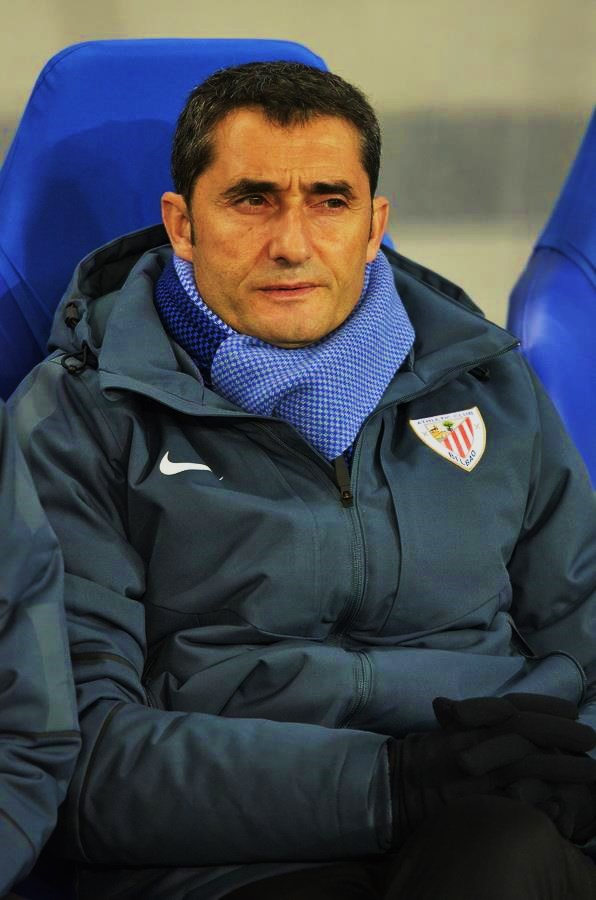
Ernesto Valverde, allenatore del Barcellona dal maggio 2017 al gennaio 2020.

Il 29 maggio 2017, esattamente due giorni dopo la vittoria della Coppa del Re, il presidente Bartomeu annuncia il nome dell'erede di Luis Enrique: è il basco Ernesto Valverde, proveniente dall'Athletic Bilbao. La stagione si apre con la clamorosa cessione del fuoriclasse Neymar, prelevato dal Paris Saint-Germain il 3 agosto 2017 per la cifra record di 222 milioni di euro, che fa di questo affare il trasferimento più oneroso della storia del calcio. I blaugrana investono l'ingente somma ricavata dalla cessione di Neymar con gli arrivi del difensore centrale portoghese Nélson Semedo, del centrocampista brasiliano Paulinho e in attacco del giovane francese Ousmane Dembélé, costato 105 milioni di euro più bonus di 40 milioni, secondo acquisto più costoso nella storia del campionato spagnolo dopo quello compiuto dallo stesso Barcellona per l'attaccante brasiliano Philippe Coutinho nel gennaio 2018.
Persa la doppia sfida valevole per la Supercoppa di Spagna contro il Real Madrid, i blaugrana monopolizzano la Liga, mettendo in fila sette vittorie nelle prime sette giornate e prendendo la testa solitaria della classifica. Il girone di andata è ricordato per le numerose vittorie, fra cui quella per 0-3 in casa del Real Madrid il 23 dicembre, prima della sosta natalizia. Il 15 aprile 2018, in occasione della vittoriosa sfida al Camp Nou contro il Valencia, i catalani stabiliscono il nuovo record di imbattibilità nel campionato spagnolo, con 39 giornate senza subire sconfitte, infrangendo il vecchio record di 38 match di imbattibilità stabilito dalla Real Sociedad nel 1980. Alla trentacinquesima e penultima giornata, vincendo per 4-2 sul campo del Deportivo La Coruña (tripletta di Messi), il Barcellona si laurea campione di Spagna con quattro giornate d'anticipo e da imbattuto. La prima sconfitta arriverà, infatti, solo alla penultima giornata, in casa del Levante per 4-5. Il primo (e unico) capitombolo in campionato interrompe la striscia di 43 giornate di imbattibilità, primato assoluto nella storia della Liga. Messi vince il Trofeo Pichichi, avendo segnato 34 gol in campionato, un risultato che gli consente di aggiudicarsi per la quinta volta la Scarpa d'Oro. Decisivo è anche l'apporto del centravanti uruguaiano Suárez, autore di 25 gol in campionato.
Il cammino in UEFA Champions League del Barça si arresta, per il terzo anno di fila, ai quarti di finale. Superata la fase a gironi con autorevolezza vincendo il gruppo davanti a Juventus, finalista perdente della precedente edizione del torneo, Olympiacos e Sporting Lisbona, con un bilancio di 4 vittorie e 2 pareggi in 6 partite e nessun gol subito, agli ottavi di finale la compagine di Valverde elimina il Chelsea (1-1 in trasferta e 3-0 in casa), ma cade ai quarti contro la Roma (vittoria per 4-1 in casa e sconfitta per 3-0 a Roma), pagando la regola dei gol fuori casa e vedendo sfumare l'opportunità di centrare per la terza volta il triplete. Per il quinto anno di fila, il cammino del club catalano nella Coppa del Re procede fino alla finale, disputata allo stadio Wanda Metropolitano di Madrid il 21 aprile 2018 contro il Siviglia di Vincenzo Montella. La partita si conclude con un netto 5-0 in favore dei blaugrana: a segno Suárez con una doppietta, Messi, Iniesta e Coutinho su calcio di rigore. Per il Barça si tratta della quarta vittoria consecutiva in coppa nazionale, la trentesima in assoluto, nonché dell'ottantottesimo trofeo.
Dopo aver confermato Valverde sulla panchina blaugrana, il presidente Bartomeu ringiovanisce l'organico con gli arrivi di Lenglet, Arthur e Malcom, cui abbina un grande nome in ingresso, quello del centrocampista cileno Arturo Vidal, strappato al Bayern Monaco. Lascia, invece, il Barça la bandiera Andrés Iniesta, svincolatosi dopo 22 anni in blaugrana. La nuova stagione inizia con la vittoria della Supercoppa di Spagna a Tangeri contro il Siviglia (2-1): per i catalani è la tredicesima affermazione in supercoppa e l'ottantanovesimo trofeo. Anche nella Liga i blaugrana impongono il proprio dominio: nel girone di andata sono 43 i punti, frutto di 13 vittorie, 3 pareggi e 3 sconfitte. Ad impressionare è la facilità con cui i catalani vanno a segno, come testimoniano varie goleade, tra cui quella di fine ottobre in casa contro il Real Madrid pluricampione d'Europa e del mondo, battuto per 5-1 in occasione della decima giornata di campionato, alla fine di ottobre. Il 13 gennaio 2019 Lionel Messi, primatista di gol nella storia del Barcellona e della Liga, in occasione della vittoriosa sfida contro l'Eibar realizza il quattrocentesimo gol nella storia della massima competizione spagnola. Nel girone di ritorno gli uomini di Valverde procedono spediti verso la conquista del ventiseiesimo titolo, vinto al penultimo turno grazie al successo di misura sul Levante firmato da Messi, giunto al decimo campionato spagnolo vinto (primo giocatore nella storia del Barcellona a riuscire nell'impresa).
In UEFA Champions League i blaugrana vincono l'impegnativo girone con Tottenham, PSV e Inter, nel quale totalizzano 14 punti su 18 a disposizione. Agli ottavi di finale eliminano il Lione (0-0 fuori casa e 5-1 in casa) e ai quarti il Manchester Utd (vittoria catalana per 1-0 a Old Trafford e bis al Camp Nou, con un netto 3-0, firmato dalla doppietta di Messi e dal gol di Coutinho), ritrovando la semifinale di Champions dopo quattro anni. Il confronto contro il Liverpool, finalista della precedente edizione del torneo, si risolve per i blaugrana in una disfatta tanto clamorosa quanto simile a quella patita l'anno prima contro la Roma: gli inglesi, dopo aver perso per 3-0 al Camp Nou, si impongono per 4-0 in casa, eliminando i catalani. Il cammino del Barça in Coppa del Re prosegue fino alla finale, la sesta consecutiva. Dopo aver estromesso il Levante agli ottavi di finale e il Siviglia ai quarti, in semifinale i catalani eliminano il Real Madrid nel Clásico (1-1 al Camp Nou e vittoria per 3-0 in casa dei madrileni) grazie all'uruguaiano Suárez, autore di una doppietta. Quella del 27 febbraio 2019 nella coppa nazionale è la quarta vittoria consecutiva ottenuta dal Barcellona allo stadio Santiago Bernabéu, evento senza precedenti nella storia blaugrana. I catalani disputano così la sesta finale di fila nella competizione, ma falliscono il quinto trionfo consecutivo perdendo per 1-2 allo stadio Benito Villamarín di Siviglia contro il Valencia.
La stagione 2019-2020 inizia con gli arrivi del giovane olandese Frenkie de Jong dall'Ajax (75 milioni il costo) e della stella francese Antoine Griezmann, prelevato dall'Atlético Madrid per l'esosa cifra di 120 milioni di euro. La squadra inizia bene il campionato e chiude da imbattuta il girone di UEFA Champions League, qualificandosi agli ottavi di finale come vincitrice del gruppo. A gennaio viene sconfitta nella semifinale della Supercoppa di Spagna giocata a Gedda e Valverde torna in discussione, per poi essere esonerato pochi giorni dopo e sostituito con Quique Setién. Eliminata ai quarti di finale della Coppa del Re, la squadra prosegue il testa a testa con il Real Madrid per il primato in campionato sino alla trentunesima giornata, quando viene scavalcata definitivamente dai rivali, per poi chiudere al secondo posto, a cinque punti dai blancos. Alla ripresa della UEFA Champions League, in agosto, i catalani superano il Napoli agli ottavi di finale, ma ai quarti, in gara secca, patiscono una clamorosa sconfitta per 2-8 contro il Bayern Monaco, subendo almeno cinque gol in una partita di coppa europea per la prima volta dal 1976 e otto gol in una partita ufficiale per la prima volta dal 1946.

## Anni duemilaventi

### Il ritorno di Joan Laporta e la cessione di Messi (dal 2020)
La disfatta contro i tedeschi porta con sé notevoli cambiamenti in seno al club, con la partenza di tre pedine importanti della squadra quali Vidal, Suárez e Rakitić e del tecnico Setién, che viene sostituito con l'ex capitano blaugrana Ronald Koeman, e la fine, il 26 ottobre 2020, della gestione di Bartomeu, che si dimette insieme alla giunta direttiva. Qualificatasi agli ottavi di UEFA Champions League come seconda classificata nel girone, nel gennaio 2021 la compagine catalana, battendo ai tiri di rigore la Real Sociedad, raggiunge la finale della Supercoppa di Spagna, dove viene sconfitta dall'Athletic Bilbao per 3-2 dopo i tempi supplementari. Deludente è ancora una volta il cammino in UEFA Champions League, dove i catalani, giunti secondi nel girone vinto dalla Juventus, sono eliminati agli ottavi di finale dal Paris Saint-Germain, dopo la vittoria francese per 4-1 all'andata al Camp Nou e l'1-1 al ritorno al Parco dei Principi. L'annata si conclude con la vittoria della Coppa di Spagna, grazie al successo per 4-0 nella finale contro l'Athletic Bilbao giocata allo stadio de la Cartuja di Siviglia.
Confermato in panchina per l'annata seguente, Koeman perde la stella Lionel Messi, che, rimasto svincolato dopo diciotto anni di militanza nel club, lascia il Barcellona il 5 agosto, anche a causa di "problemi finanziari e strutturali" e della stretta sui salari imposta dalla Primera División. Il tecnico vive un negativo inizio di stagione 2021-2022, con la squadra che, malgrado lo stato di forma di Memphis Depay, raccoglie solo 15 punti nelle prime 10 giornate di campionato e 3 punti nelle prime 3 giornate del girone di UEFA Champions League (pesanti le sconfitte contro Bayern Monaco in casa e Benfica in trasferta, entrambe per 3-0). Il 28 ottobre 2021, dopo la sconfitta esterna per 1-0 sul campo del Rayo Vallecano, l'olandese viene sollevato dall'incarico e sostituito, dopo il breve interim di Sergi Barjuan, da Xavi, insediatosi il 5 novembre. Grazie anche all'apporto dei nuovi innesti del calciomercato invernale, il rientrante Dani Alves, Pierre-Emerick Aubameyang e Ferrán Torres, Xavi riesce a ottenere una serie di risultati positivi, che consentono al Barcellona di risalire la classifica sino al secondo posto finale, mentre in ambito europeo la squadra viene sorprendentemente eliminata dall'Eintracht Francoforte ai quarti di finale di Europa League.
Xavi viene confermato anche nella stagione successiva, in cui il Barcellona ingaggia, a parametro zero, Andreas Christensen e Franck Kessié e, a titolo definitivo, Raphinha, Jules Koundé, Marcos Alonso e il centravanti Robert Lewandowski. In campionato i catalani dominano fin dalle prime battute e, a quattro anni dall'ultimo titolo, ottengono il successo con 88 punti, dieci in più del Real Madrid, con Lewandoski Pichichi con 23 reti. Eliminati in malo modo dal Real Madrid in Coppa di Spagna, i catalani escono ai gironi di UEFA Champions League e ai play-off di Europa League.
La stagione 2023-2024 è aperta dalle partenze importanti di Sergio Busquets, che lascia il club dopo quindici anni in prima squadra, e di Jordi Alba, che lascia il Barcellona dopo undici anni, e Ousmane Dembélé, mentre sul fronte degli arrivi giungono in Catalogna Ilkay Gundogan e Iñigo Martínez, oltre ad alcuni giovani promossi dal vivaio (Fermín López, Pau Cubarsí e Lamine Yamal). La fascia di capitano viene vestita a turno da Sergi Roberto, Marc-André ter Stegen, Ronald Araújo e Frenkie de Jong. In Supercoppa di Spagna la squadra giunge in finale e viene battuta dal Real Madrid (4-1), mentre in Coppa del Re esce ai quarti di finale. Il campionato viene concluso al secondo posto, a dieci punti dal Real Madrid capolista, mentre in UEFA Champions League la squadra si ferma ai quarti di finale. Nel gennaio 2024 Xavi rende pubblico l'intento di lasciare la panchina alla fine dell'annata, ma tre mesi più tardi torna sui propri passi, salvo essere esonerato a stagione finita per fare spazio ad Hans-Dieter Flick.